# 17. Jahrhundert
Portal Geschichte | Portal Biografien | Aktuelle Ereignisse | Jahreskalender | Tagesartikel

◄ |
15. Jh. |
16. Jh. |
17. Jahrhundert
| 18. Jh.
| 19. Jh.
| ►

1600er |
1610er |
1620er |
1630er |
1640er |
1650er |
1660er |
1670er |
1680er |
1690er
Das 17. Jahrhundert begann am 1. Januar 1601 und endete am 31. Dezember 1700. Die Weltbevölkerung zu Beginn dieses Jahrhunderts wird im Mittel auf 560 Millionen Menschen geschätzt, während sie zum Ende des Jahrhunderts schätzungsweise auf 600 Millionen Menschen anstieg.

Die im 16. Jahrhundert begonnene Vernetzung aller Kontinente, u. a. durch ein globales Handelsnetz, intensivierte sich in diesem Jahrhundert weiter. Dabei traten die Niederländer als globale Handelsmacht hervor und drängten die iberischen Reiche zurück. Auch Frankreich und in zunehmendem Maße England engagierten sich im Welthandel. Der Einfluss der Europäer blieb im globalen Maßstab beschränkt, da China und Indien die weltweit größten Volkswirtschaften waren und das Osmanische Reich seine starke Position behielt. So charakterisierte ein frühneuzeitliches Gleichgewicht zwischen den Weltregionen den globalen Handel.

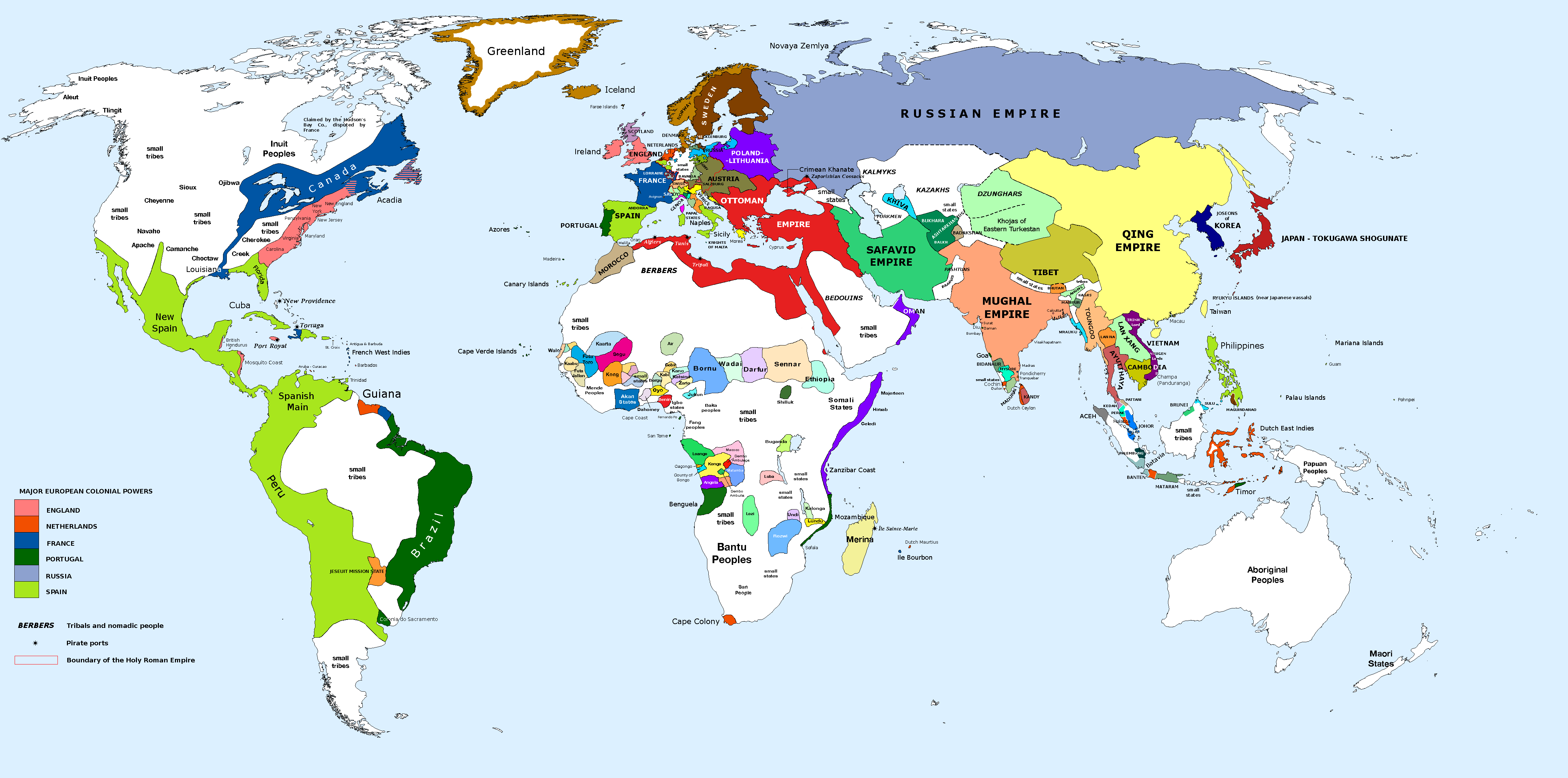
Die Welt im Jahr 1700

Die klimatischen Bedingungen auf dem Höhepunkt der kleinen Eiszeit führten zu Ernteausfällen, denen Hungersnöte und Seuchen folgten. Da zusätzlich zahlreiche verlustreiche Kriege geführt wurden, gewannen sowohl viele Zeitgenossen als auch nachfolgende Historiker den Eindruck, dass es sich beim 17. Jahrhundert um ein Krisenjahrhundert handelte. Die Krisenphänomene traten jedoch regional und zeitlich in sehr unterschiedlicher Intensität auf. Machtpolitische Auseinandersetzungen wurden durch konfessionelle und religiöse Gegensätze stark aufgeladen und verstärkten diese noch. Von diesen war der Dreißigjährige Krieg, der große Teile Mitteleuropas verwüstete und dessen Bevölkerung signifikant reduzierte, eine der heftigsten Auseinandersetzungen. Innenpolitische Auseinandersetzungen oft entlang der Konfessionsgrenzen forderten in England, Polen und Frankreich hohe Opferzahlen. In vielen Reichen kämpften die Monarchen, die die politische Macht immer weiter zentralisieren und bürokratisieren wollten, gegen die Stände. Dieser Kampf ging regional sehr unterschiedlich aus. Während sich Frankreich zum Vorbild für den europäischen Absolutismus entwickelte, gewann in England das Parlament große Macht gegenüber den Monarchen.
Nachdem es mit dem Versuch gescheitert war, Wien zu erobern, wurde das Osmanische Reich zunehmend schwächer, während die österreichischen Habsburger ihre Expansion auf dem Balkan begannen und ihr Reich zum Vielvölkerstaat wurde. Russland und das indische Mogulreich setzten ihre im vorherigen Jahrhundert begonnene Expansion ihrer Reiche zu eurasischen Imperien fort. Auch China begann seinen Expansionsprozess, nachdem es zuvor mit der Machtergreifung der mandschurischen Qing-Dynastie einen Umbruchprozess mit zahlreichen Kriegsopfern und wirtschaftlichem Niedergang erlebt hatte. Das zuvor geeinigte Japan beschränkte sich auf den territorialen Status quo und reduzierte seine Außenkontakte stark.
Die Nachfrage der Plantagenwirtschaft der Karibik und Lateinamerikas nach Arbeitskräften wurde durch eine immer größere Zahl afrikanischer Sklaven befriedigt. Dehnten die Niederländer ihr Kolonialreich besonders in Südostasien aus, begannen England und Frankreich die Kolonisation Nordamerikas.

## Europa
Das Europa des 17. Jahrhunderts wird der Epoche der frühen Neuzeit zugerechnet. Der Kontinent gliederte sich in zahlreiche christlich geprägte Territorialreiche. Am Ende des Jahrhunderts beherrschten die katholischen spanischen Habsburger immer noch einen großen Teil der Iberischen Halbinsel, Süditaliens und die spanischen Niederlande. Sie verloren aber Portugal und die evangelischen nördlichen Niederlande endgültig. Das katholische Frankreich hatte sein Territorium um bedeutende Gebiete im Osten erweitert (Reunionspolitik), während die englische Krone Irland, Schottland und das anglikanische England beherrschte. In der Mitte lag das in viele kleine Fürstentümer zersplitterte Heilige Römische Reich deutscher Nation, dessen Kaiser ihr Heimatterritorium Österreich um die Gebiete Ungarns und des nördlichen Balkans erweiterten. Dabei drängten sie das Osmanische Reich auf dem Balkan zurück. Das evangelische Schweden dehnte sein Territorium ins Baltikum aus, während Polen die östliche Ukraine an Russland verlor.

### Zentraleuropa und Südosteuropa

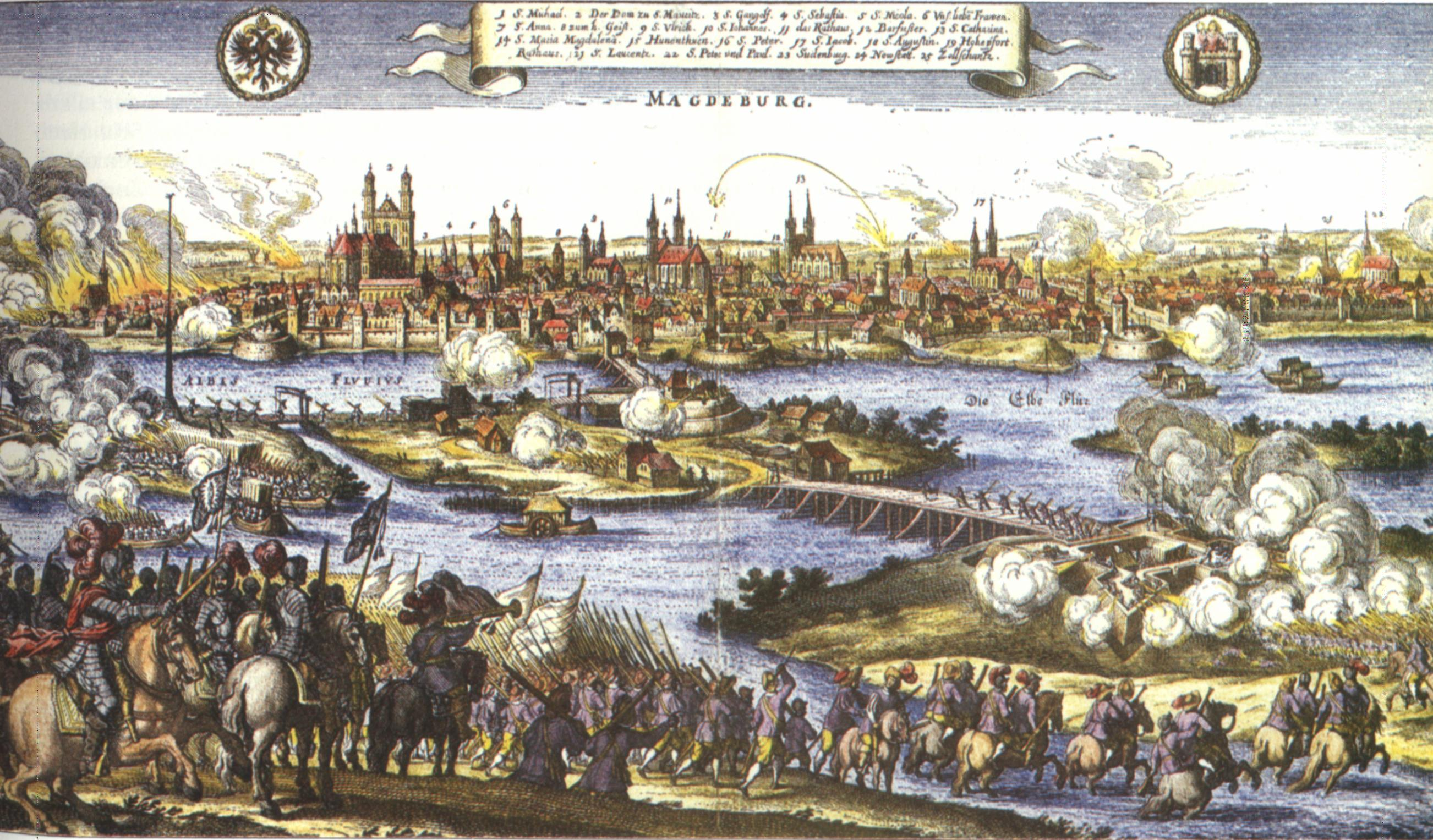
Bei der Belagerung und Eroberung Magdeburgs wurden ca. 20.000 Bürger ermordet. Ein Fanal des Schreckens im Dreißigjährigen Krieg.

Der größte Teil Zentraleuropas war Teil des Heiligen Römischen Reiches. Dieses gliederte sich in zahlreiche größere und kleinere Herrschaften und reichsfreie Städte. Seit der Reformation im vorherigen Jahrhundert teilte die konfessionelle Orientierung das Reich in evangelisch und katholisch ausgerichtete Herrschaften. Dabei war der Norden tendenziell evangelisch und der Südosten mit Bayern und den österreichischen Erblanden katholisch. Der ausgleichende Augsburger Religionsfriede bekam zu Beginn des Jahrhunderts Risse. Konfessionelle Spannungen eskalierten, sodass sich mit der protestantischen Union und der katholischen Liga zwei Bündnisse konfrontativ gegenüberstanden. Im Jahr 1618 lösten eskalierende Meinungsverschiedenheiten zwischen evangelischen böhmischen Ständen und dem katholischen Kaiser einen Bürgerkrieg aus, der sich im Folgenden zum Dreißigjährigen Krieg auf das gesamte Reich ausweitete. Dabei ging es nicht nur um den religiösen Gegensatz von evangelischer Union und katholischer Liga, sondern auch um die Ausweitung kaiserlicher Macht über die Reichsstände. Im Laufe des Krieges mischten sich zunehmend reichsfremde Mächte, vor allem Schweden, Frankreich und Spanien, in den Konflikt ein. Kriegerische Handlungen verknüpft mit Hungersnöten durch Zerstörung der Ernte, Pestwellen und die kleine Eiszeit führten zu einem Bevölkerungsrückgang im Reich um 20 bis 45 Prozent. Typisch für den Krieg war die Ernährung der Truppen durch Plünderung der eroberten Gebiete. Der Westfälische Friede setzte dem Krieg im Jahr 1648 ein Ende und bildete die Basis für den künftigen Grundkonsens im Reich bis zu seinem Ende 1806, wobei er den Reichsterritorien weitreichende innen- und außenpolitische Souveränität zugestand. Die katholische, die lutherisch-evangelische und die calvinistische Konfession waren auf Reichsebene gleichberechtigt. Das europäische Vertragswerk schrieb auch das Ausscheiden der Niederlande und der Schweiz aus dem Reich fest. Zudem gingen bedeutende Reichsgebiete an Frankreich und Schweden.

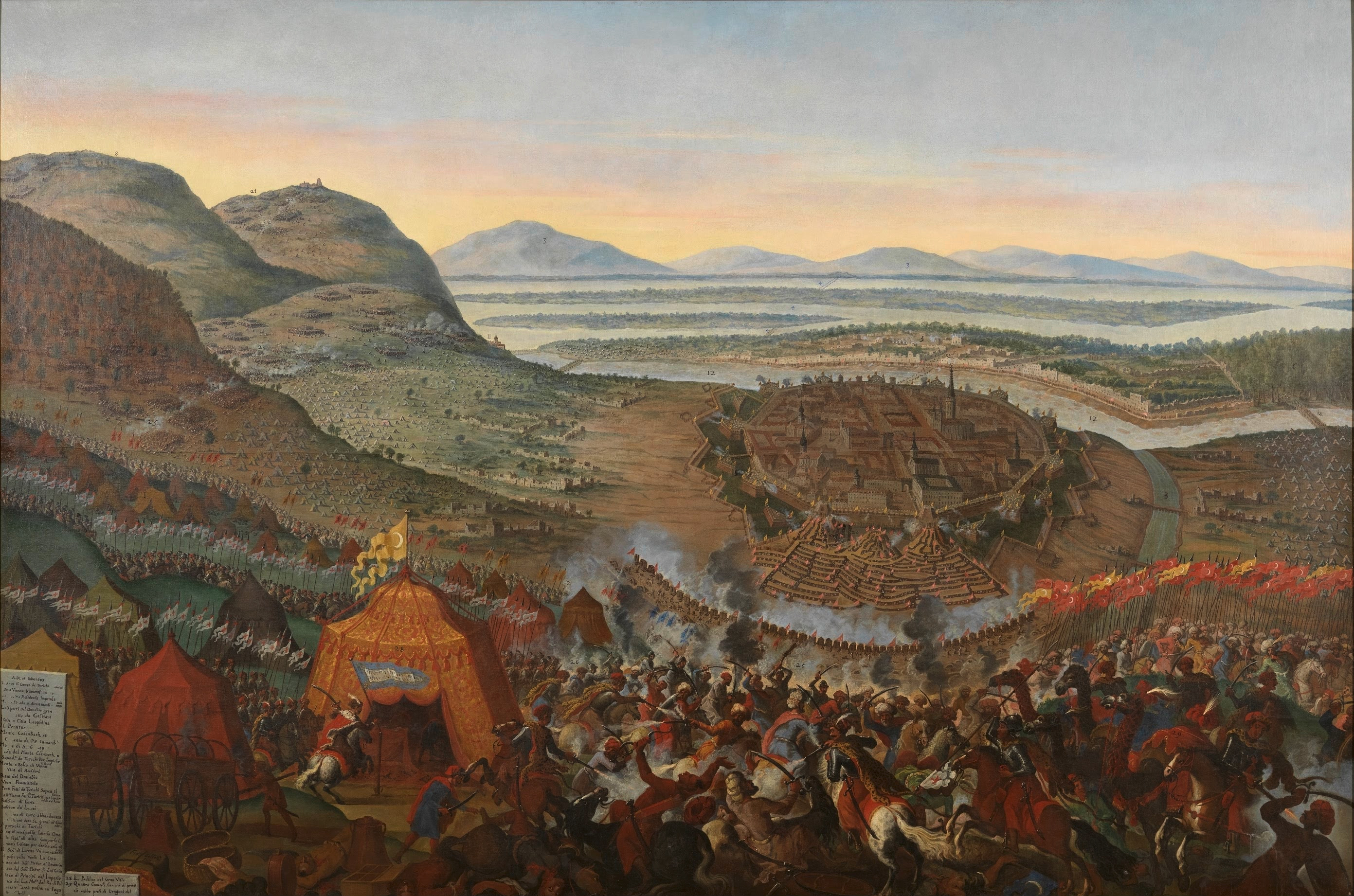
Die Schlacht am Kahlenberg beendete die Zweite Wiener Türkenbelagerung.

Der Balkan einschließlich großer Teile Ungarns, auf dessen Krone die Habsburger im Jahr 1526 durch Erbfolge einen Anspruch erhoben, war bis Mitte der 80er Jahre unter osmanischer Herrschaft. Die Grenze zu den österreichisch-habsburgischen Erblanden war bis 1683 stabil. In diesem Jahr unternahmen die Osmanen einen Eroberungsversuch Wiens, den die Habsburger in Allianz mit Polen, einigen Reichsterritorien und weiteren europäischen Verbündeten abwehren konnten. Bis zum Ende des Jahrhunderts eroberten dann Prinz Eugen von Savoyen und andere Feldherren den nördlichen Balkan bis Belgrad für die Habsburger. Diese Eroberungen kennzeichnen den Aufstieg des Habsburger Vielvölkerreiches. Gleichzeitig lösten die Kriege signifikante Migrationsbewegungen auf dem Balkan aus.
Nach den Verwüstungen des Dreißigjährigen Krieges bemühten sich viele deutsche Fürsten die Wirtschaft mit den Mitteln des Kameralismus zu fördern, um ihre Steuereinnahmen zu verbessern. Neben der Gewerbeförderung und der Herstellung eines Exportüberschusses war die Neuansiedlung und Fruchtbarmachung wüster Landstriche ein vorrangiges Ziel. Die deutschen Territorien waren am Welthandel als Zulieferer der großen europäischen Handelsmächte beteiligt, die ihre Textil und Eisenwaren nach Übersee transportierten. Vor dem Hintergrund einer sich verändernden Wirtschaft konnten sich die Häfen Bremen, Hamburg und Lübeck im Westfälischen Frieden grundlegende Handelsrechte sichern. Hingegen stellten die süddeutschen Handelsgesellschaften in Augsburg und Nürnberg aufgrund der schlechten wirtschaftlichen Bedingungen und der Umorientierung ihrer führenden Gesellschafter ihre Tätigkeit im Laufe des Jahrhunderts ein.

### Westeuropa

#### Niederlande

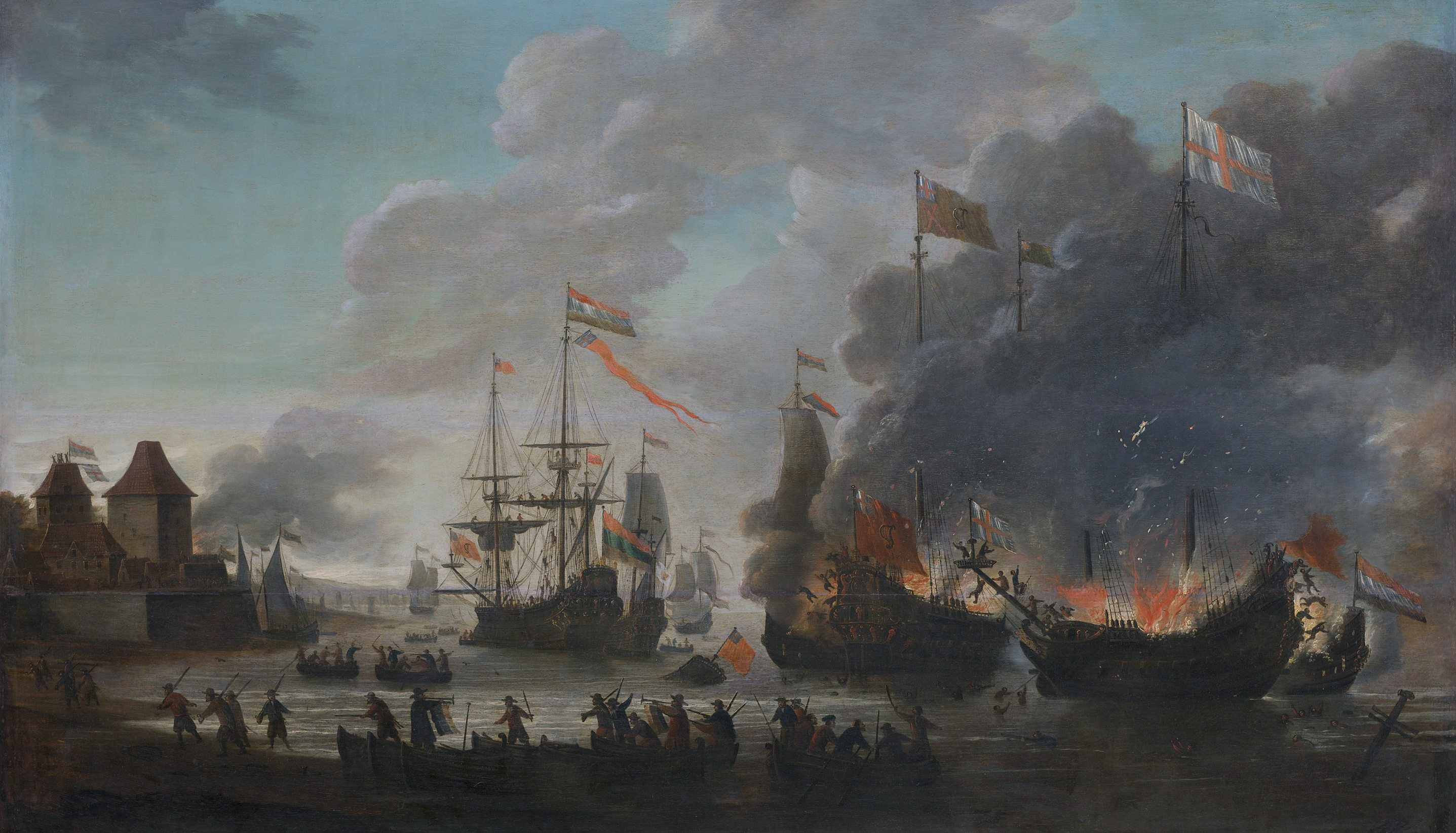
Am Ende des zweiten Englisch-Niederländischen Krieges (1665–1667) brannten die Niederländer englische Schiffe auf dem Medway nieder.

Das 17. Jahrhundert wird als goldenes Zeitalter der nördlichen Niederlande bezeichnet. Die Republik der Vereinigten Niederlande erlangte im vorherigen Jahrhundert die faktische Unabhängigkeit von Spanien, die sie bis zu ihrer formalen Anerkennung im Frieden von Münster von 1648 immer wieder gegen die Iberer verteidigte. Dies hielt sie jedoch nicht davon ab, das europäische Machtvakuum des beginnenden Jahrhunderts auszunutzen und zur europäischen Großmacht und zur Welthandelsmacht aufzusteigen. Grundlage des Aufstiegs war die politische und wirtschaftliche Struktur, die sich von den anderen europäischen Reichen grundlegend unterschied. Der Staatsverband aus verschiedenen Provinzen wurde von einer ständischen Versammlung, den Generalstaaten, geleitet. Daneben gab es das Amt eines Statthalters, das erblich durch Mitglieder des Hauses Oranien-Nassau besetzt wurde. Die Machtstellung der Statthalter, deren Aufgabe es war sich um Justiz, Religionsangelegenheiten und Militär zu kümmern, schwankte im Laufe des Jahrhunderts.
Im Gegensatz zu seinen europäischen Nachbarn, dessen Bevölkerung zum weit überwiegenden Teil in der Landwirtschaft arbeitete, war in den Niederlanden der Produktions- und später auch der Dienstleistungssektor bedeutender. Alle drei Sektoren konzentrierten sich auf Geschäftsbereiche, bei denen mit wenig Arbeitseinsatz hohe Erträge erzielt werden konnten. Viele Rohstoffe, wie Getreide aus dem Ostseeraum, konnten die Niederländer günstig importieren. Ein gelungenes Zusammenspiel von modernster Schiffbautechnik und innovativen Finanzdienstleistungen führte zu den mit Abstand günstigsten Frachtraten. So erlangten die Nordwesteuropäer eine Vormachtstellung im Welthandel, die sie militärisch absicherten. Die Amsterdamer Börse war die bedeutendste Europas und der Gulden, eine stabile Währung, fand weltweit Anerkennung.
In der zweiten Hälfte des Jahrhunderts machten die Engländer den Niederländern die Vorherrschaft im Welthandel mit mehreren Kriegen streitig. Im Frieden von Breda des Jahres 1667, der federführend von Johan de Witt ausgehandelt wurde, einigten sich beide auf eine Abgrenzung ihrer Kolonial- und Handelsinteressen. Im darauffolgenden Holländischen Krieg, einem See- und Landkrieg, kämpften England und Frankreich zusammen, um die Niederlande territorial zu schwächen. Nur durch die Flutung eines Teils ihres Landes konnten sich die Niederländer unter hohen Kosten retten. Die zunehmend merkantilistische Abschottungspolitik der europäischen Großmächte, insbesondere Englands, schwächten die trotz der weltweiten Präsenz stark vom europäischen Handel abhängige niederländische Wirtschaft. So löste England die Niederlande in ihrer Stellung als Welthandelsmacht ab.

#### England

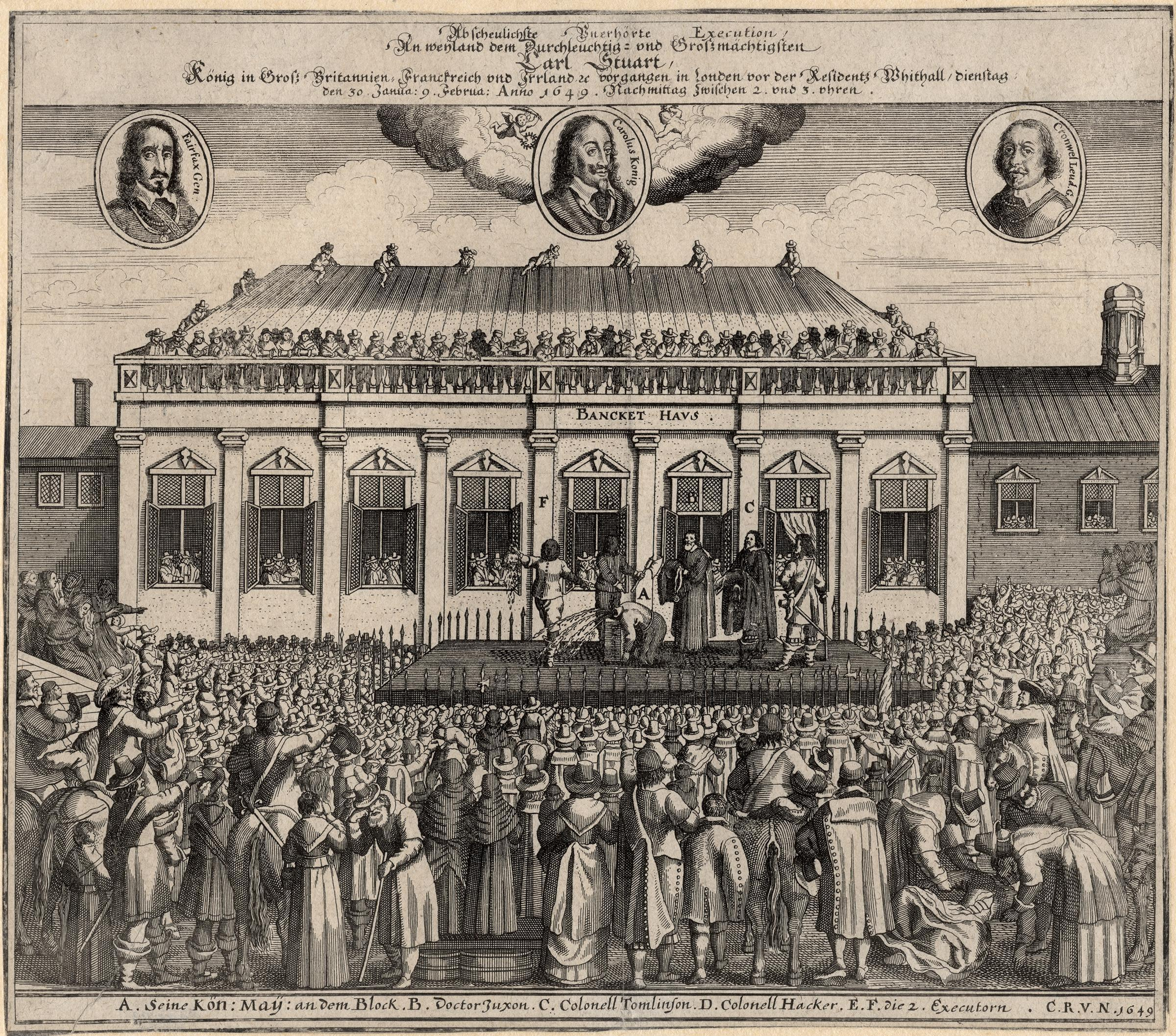
Die Enthauptung Karl I.

Nach dem Tod Elisabeth I. regierten die Könige der Stuart-Dynastie England und Irland, waren aber auch gleichzeitig die Monarchen des selbständigen Schottlands. Mit ihrem absoluten Machtanspruch gerieten sie in Konflikt mit dem englischen Parlament, das sie zur Bewilligung von finanziellen Ressourcen insbesondere für Kriege brauchten. Dieses spaltete sich im langen Parlament in zwei Fraktionen, die unterschiedliche Auffassungen über die Machtverteilung zwischen Parlament und König hatten. Der Streit eskalierte zum Bürgerkrieg, den die Königsgegner gewannen. Die anschließende Verurteilung und Enthauptung König Karl I. im Jahr 1649 setzte ein nachhaltiges Zeichen gegen die Unantastbarkeit des Königtums. Die Sieger des Bürgerkriegs zerstritten sich weiter unter anderem über die Durchsetzung einer radikal evangelisch-puritanischen Religionsauslegung, was in die Gewaltherrschaft des Lordprotektors Oliver Cromwell mündete. Nach dessen Tod im Jahr 1660 endete die kurze Phase der englischen Republik und die Stuarts wurden zurück auf den englischen Thron geholt. In den 1680er Jahren eskalierte der Streit zwischen Jakob II. und dem Parlament über die Machtfragen, sowie über die Gleichberechtigung des katholischen Glaubens in England. Nach dem Einmarsch seines niederländischen Schwiegersohnes Wilhelm von Oranien nach England im Jahr 1688, der von großen Teilen der Bevölkerung unterstützt wurde, floh Jakob II. Wilhelm erkaufte sich seine Inthronisation im Zuge der Glorious Revolution mit weitreichenden Zugeständnissen an das Parlament. Entgegen dem europäischen Trend sicherte sich das Unterhaus des Parlaments, das nun regelmäßig tagte, einen beträchtlichen Teil der Regierungsgewalt. In einer vorübergehenden Allianz mit den Niederlanden wurde England in Konkurrenz zu Frankreich zu einem bedeutenden Machtfaktor in Europa. Der folgende zweihundertjährige Dauerkonflikt zwischen den beiden Nationen spielte eine wichtige Rolle sowohl in der europäischen als auch in der Weltpolitik.
Ab der Mitte des Jahrhunderts verfolgte England eine merkantilistische Wirtschaftspolitik, die sich gegen die Niederländer richtete und systematisch die eigene Handelsposition ausbaute. Dabei spielte der Handel mit Tuchen, Baumwolle und mit Zucker aus karibischem Zuckerrohr eine zentrale Rolle. Im Zuge der Seekriege mit den Niederlanden baute England eine Vormachtstellung auf dem Gebiet der Handels- und Kriegsschifffahrt auf.

#### Frankreich

Ludwig XIV. verkörperte das Bild des absoluten Monarchen.

Frankreich wurde im Laufe des Jahrhunderts politisch wie kulturell zur führenden Macht Europas. Im jahrhundertelangen Dauerkonflikt mit den Habsburgern versuchte die französische Krone zunächst, deren Vormachtstellung in Europa durch Diplomatie und finanzielle Unterstützung von Kriegsparteien zu verhindern. Ab den 30er Jahren griff Frankreich zunehmend mit eigenen Armeen in die Konflikte ein. Mit ihren Streitkräften, die unter Ludwig XIV. zum größten Heer Europas anschwollen, vergrößerte die französische Krone ihr Territorium im Zuge der Reunionspolitik vor allem zulasten des Heiligen Römischen Reiches. Mit dem Frieden von Rijswijk, der dem Pfälzischen Erbfolgekrieg folgte, wurde 1697 die französische Expansion gestoppt. Die generische Allianz europäischer Großmächte zwang Frankreich erstmals zur Rückgabe eroberter Gebiete.
Nachdem die beiden Ersten Minister Kardinal Richelieu und Kardinal Mazarin die Königsmacht zunehmend gestärkt hatten, wurde Ludwig XIV. als Sonnenkönig zu einer Ikone des absolutistischen Königtums. In mehreren Schritten beschnitten die Kardinäle die politische Macht der Stände. Im Jahr 1614 wurde ihre Versammlung, die Generalstände, zum letzten Mal einberufen und die Adelsopposition, wie die Hugenotten und die Anführer der Fronde, wurde politisch entmachtet oder getötet. Dem Sonnenkönig gelang es, den Adel auch örtlich an seinen Hof zu binden, indem er ihn in einem streng organisierten höfischen Zeremoniell um seine Gunst wetteifern ließ. Die höfische Prachtentfaltung steigerte nicht nur das königliche Prestige unter den französischen Adeligen, sondern auch viele europäische Fürsten und Adelige wetteiferten dem französischen Vorbild nach. Die starke Stellung Frankreichs in der Modewelt wurde in diesem Jahrhundert begründet.
Nach dem Konkordat des 16. Jahrhunderts hatten Frankreichs Monarchen großen organisatorischen und politischen Einfluss auf die katholische Kirche des Landes. Diesen im Geiste des Gallikanismus auszudehnen gelang Ludwig XIV. jedoch nicht. Im Bestreben, einen einheitlichen Glauben in seinem Reich zu etablieren, unterdrückte der Monarch den Jansenismus und hob das Toleranzedikt von Nantes, das den 5 % Hugenotten Glaubensfreiheit zusicherte, auf. Damit veranlasste er deren Exodus aus Frankreich.
Die absolute Königsmacht war in der Praxis eingeschränkt. Einerseits erschwerten lange Verkehrswege und schlechte Kommunikation sowie passiver Widerstand die Durchsetzung der königlichen Befehle. Andererseits musste der Monarch Rücksicht auf örtliche Rechtsvorstellungen und Stände-Privilegien nehmen. Da sich der oft wohlhabende Adel und der Klerus aufgrund von Vorrechten weitgehend von Beiträgen zu den Staatseinkünften befreien konnten, musste der Dritte Stand die wachsenden Steuerlasten tragen. Aus diesem ragte das Rentierbürgertum, eine kleine Schicht von Landbesitzern und Kaufleuten, aufgrund ihres materiellen Wohlstandes heraus. Sie kauften die Ämter, die die Krone zur Einnahmenerzielung verkaufte, und konnten so ihren Stand erhöhen. Demgegenüber blieb die städtische Unterschicht und die 95 % der Bevölkerung umfassende Landbevölkerung relativ arm. Der Fronde-Aufstand und die höheren Militärausgaben führten in der zweiten Jahrhunderthälfte zu Hungersnöten und einer Schwächung der Wirtschaft. Auch der Wegzug der hugenottischen Kaufleute und Facharbeiter minderte die Wirtschaftsleistung. In der zweiten Jahrhunderthälfte versuchte Jean-Baptiste Colbert im Auftrag der Krone, die Wirtschaft durch merkantilistische Maßnahmen zu beleben. Er verfolgte eine auf Exportüberschuss ausgerichtete Zollpolitik, errichtete Manufakturen und verbesserte die Infrastruktur.

#### Spanien

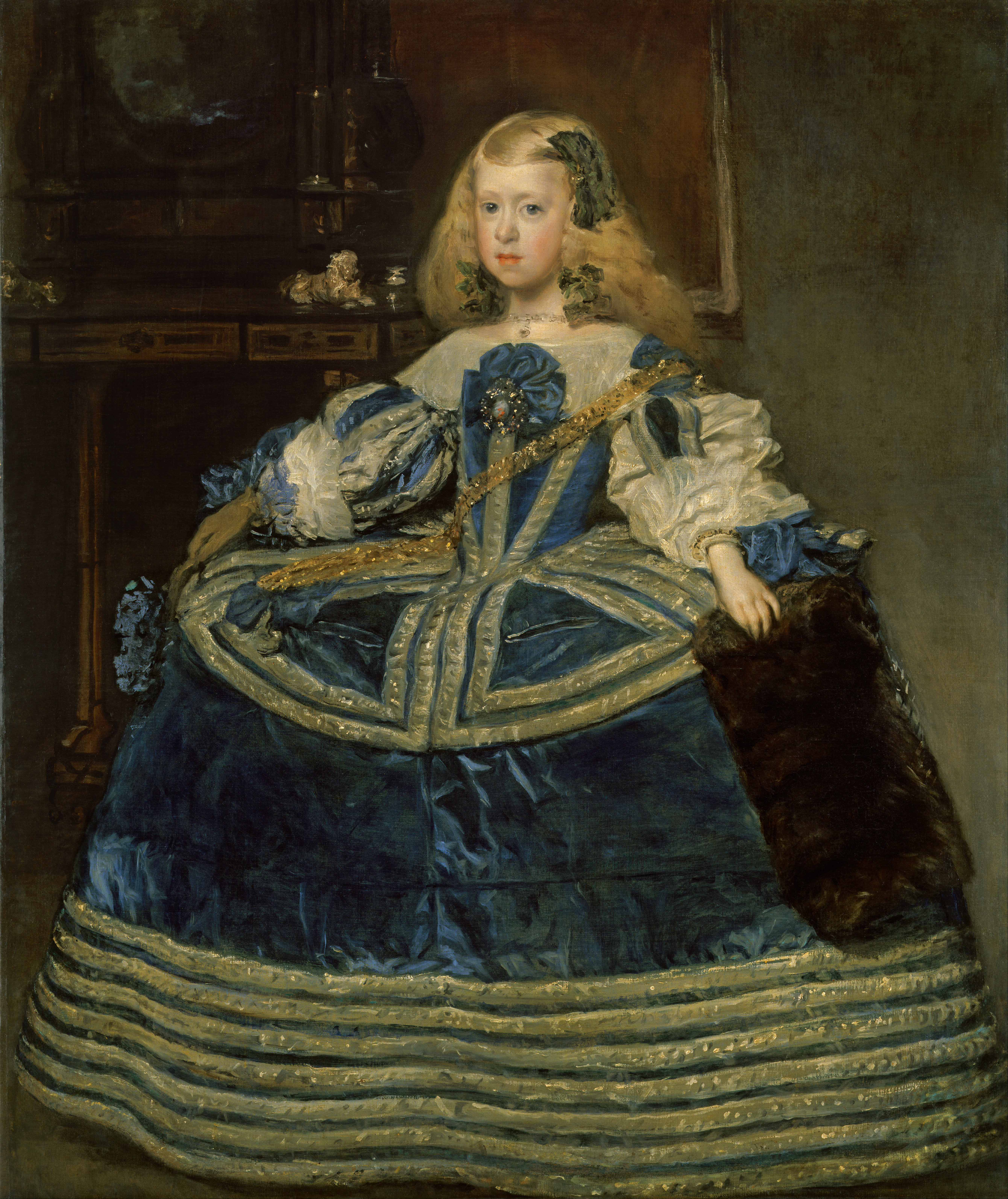
Infantin Margarita gemalt von Velázquez

Zu Beginn des Jahrhunderts setzte sich die Herrschaft der spanischen Habsburger-Monarchie aus vielen unterschiedlichen Territorien zusammen. Diese umfassten die gesamte Iberische Halbinsel, Süditalien, die spanischen Niederlande und das iberische Kolonialreich. Um ihr Reich zusammenzuhalten und ihre anfangs starke politische Machtposition zu behalten, führten die Könige zahlreiche Kriege. Zwar gelang es ihnen die Abspaltung einiger Territorien zu verhindern, doch mussten sie die Abtrennung Portugals und die endgültige Loslösung der nördlichen Niederlande hinnehmen. Auch die politische Hegemonie innerhalb Europas schwand im Laufe des Jahrhunderts.
Die zahlreichen Teilkönigreiche unter der spanischen Krone waren sehr heterogen organisiert. Die Bemühungen der Krone, die Teilreiche politisch und wirtschaftlich zu vereinheitlichen, scheiterten und die lokalen Adeligen konnten ihre Macht sogar noch ausbauen. Sie investierten unzureichend in ihre landwirtschaftlichen Güter. Unter anderem durch diesen Investitionsmangel und die hohe Inflation nahm die Wettbewerbsfähigkeit der spanischen Wirtschaft gegenüber den west- und mitteleuropäischen Ökonomien stark ab. Dies führte zu einem starken Handelsbilanzdefizit. Hinzu kam ein starker Bevölkerungsrückgang durch Seuchen und Hungersnöte sowie die Vertreibung der getauften Moslems, Morisken, die sich negativ auf die Wirtschaft auswirkten. Bemühungen, die Wirtschaft zu reformieren, scheiterten zunächst an der verschwenderischen Hofhaltung und den hohen Militärkosten. Erst am Jahrhundertende konnte Karl II. durch eine merkantilistische Politik die spanische Wirtschaft stärken und so die Grundlagen für den Wirtschaftsaufschwung im folgenden Jahrhundert legen.
Im Gegensatz zum wirtschaftlichen Niedergang steigerten der Hof und Adelige ihre Repräsentationskosten stark. Dies förderte eine Blüte großer Kreativität in Kunst und Literatur, sodass die Spanier trotz wirtschaftlichem Niedergang von einem „Goldenen Zeitalter“ sprechen. Die Literatur von Calderón de la Barca und die Bilder von Velázquez zeugen beispielhaft von diesem Glanz.

### Nord- und Osteuropa
In Nordosteuropa setzte sich der im 16. Jahrhundert begonnene Konflikt um das Baltikum zwischen Schweden, Russland und Polen fort. Zu Beginn des Jahrhunderts konnte sich dort Schweden unter König Gustav II. Adolf durchsetzen und von Russland Ingermanland und von Polen Livland und einige wirtschaftlich lukrative Ostseehäfen gewinnen. Polen hatte zur selben Zeit in die Konflikte um den russischen Zarenthron eingegriffen und große Gebiete Russlands erobert. Zwar konnte es nicht die Besetzung des Zarenthrons beeinflussen, aber im Waffenstillstand von Deulino russische Territorien gewinnen und damit seine größte Ausdehnung erzielen.
In der zweiten Jahrhunderthälfte geriet Polen stark in die Defensive. Ein Kosakenaufstand, der Chmelnyzkyj-Aufstand, in der Ukraine eskalierte, führte zum Eingreifen Russlands und zum Verlust der Gebiete östlich des Flusses Dnepr an Russland. Gleichzeitig nutzten Schweden und das Kurfürstentum Brandenburg die Schwäche Polens aus und besetzten weite Gebiete Polens. Der Vertrag von Oliva im Jahr 1660 sicherte Polen einen Großteil seines Territoriums und Schweden seine Vormacht im Baltikum. Die Kurfürsten von Brandenburg, die vorher das Herzogtum Preußen durch dynastische Nachfolge bekommen hatten, erhielten von Polen die volle Souveränität für dieses Gebiet. Mit dieser Souveränität begann nicht nur ihr Aufstieg im Heiligen Römischen Reich, sondern sie wurden auch ein Machtfaktor in Mitteleuropa. Im Süden wurde Polen vom Osmanischen Reich bedrängt. Die von ihm besetzten Teile der Ukraine erhielt Polen im Jahr 1699 zurück, nachdem es zur Niederlage der Osmanen bei Wien unter Johann III. Sobieski einen entscheidenden Beitrag geleistet hatte.
Die Kriege der zweiten Jahrhunderthälfte forderten unter der multiethnischen Zivilbevölkerung Polen-Litauens große Opfer. Insbesondere die Schweden zerstörten bis zu einem Drittel der Dörfer und Städte. Dadurch sank die Getreideproduktion um mehr als die Hälfte. Während des Kosakenaufstandes kam es zu größeren Pogromen gegen Juden und Katholiken. Der polnische Adel, der sich ethnisch mit dem Sarmatismus legitimierte, hatte durch die Schollenpflicht der Bauern und die Institution der Wahlmonarchie eine sehr starke Stellung. Besonders in der zweiten Jahrhunderthälfte war der König auf seine finanzielle und militärische Unterstützung angewiesen und konnte selbst nur geringe Ressourcen für die Kriegsführung mobilisieren. Der im vorherigen Jahrhundert begonnene Zuwachs des Einflusses der katholischen Kirche setzte sich in diesem Jahrhundert fort und die Glaubenstoleranz nahm ab.

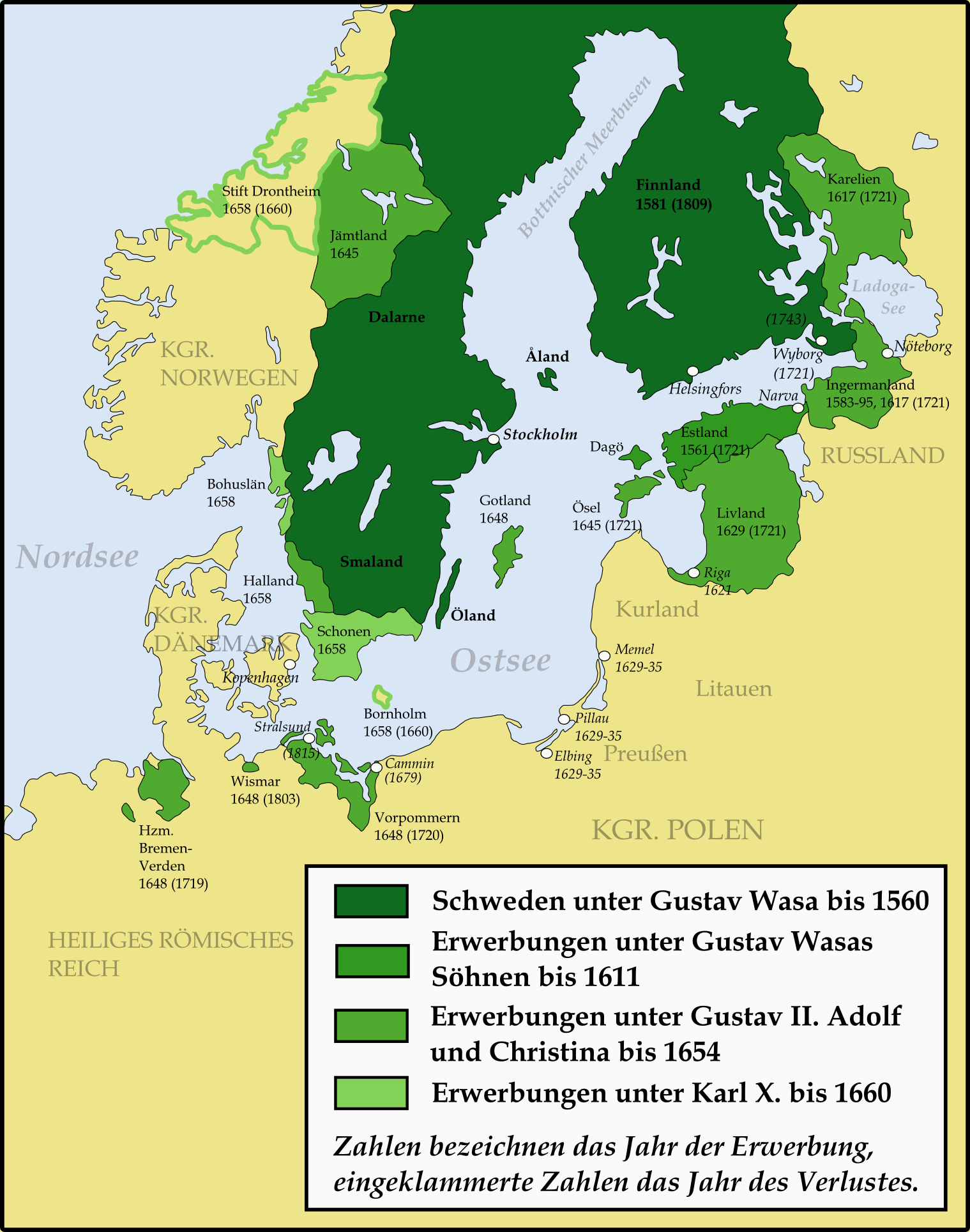
Territoriale Expansion Schwedens 1560–1660

Schweden expandierte in diesem Jahrhundert zur europäischen Großmacht. Mit Hilfe königlicher Regalien und ausländischer vor allem französischer Unterstützungszahlungen konnte das skandinavische Land eine große schlagkräftige Armee aufbauen. Nach der Expansion im Ostseeraum griff Schweden in den Dreißigjährigen Krieg ein, der ihm ertragreiche Territorien im Heiligen Römischen Reich Deutscher Nation einbrachte. Um neue Gebiete zu erobern und die bisher eroberten Territorien sowie die Vormachtstellung im Ostseeraum zu verteidigen, führte Schweden Kriege mit Polen, Dänemark und Brandenburg. Negative Folgen militärischer Niederlagen konnte Schweden durch diplomatische Erfolge bei den anschließenden Friedensverhandlungen weitgehend abwehren. Viele seiner Kriege waren durch Bündnisse verwoben mit anderen europäischen Kriegen.
In innenpolitischen Auseinandersetzungen schafften es die schwedischen Könige, die schwedischen Stände von ihren Kriegen zu überzeugen. Bürger und Kleinadelige wurden durch die Vergabe von Verwaltungsposten an den Gewinnen aus den eroberten Gebieten beteiligt. Von den Aufträgen zur Ausrüstung der Armee profitierten in zunehmendem Maße Besitzer der neu gegründeten oder expandierenden Manufakturen der Metallverarbeitung, Waffenproduktion und Textilindustrie. Durch Propaganda, die Schweden als den Retter der Protestanten vor der vermeintlichen katholischen Expansion darstellte, sollte weitere Kriegsbegeisterung geweckt werden. Die schwedischen Armeen versorgten sich auf ihren Kriegszügen vornehmlich durch Plünderung der Ressourcen des Feindeslandes. Die Finanzierung der Armee in Friedenszeiten, aber auch die expandierende Hofhaltung Königin Christinas, brachten die Krone in finanzielle Schwierigkeiten. Das starke Interesse der unteren Stände an der schwedischen Expansion führte zur Abgabe vieler Ressourcen an die Krone. Damit hatten die schwedischen Könige zum Jahrhundertende große absolutistische Macht, mit der Karl XII. im Jahr 1700 in den Großen Nordischen Krieg ging.

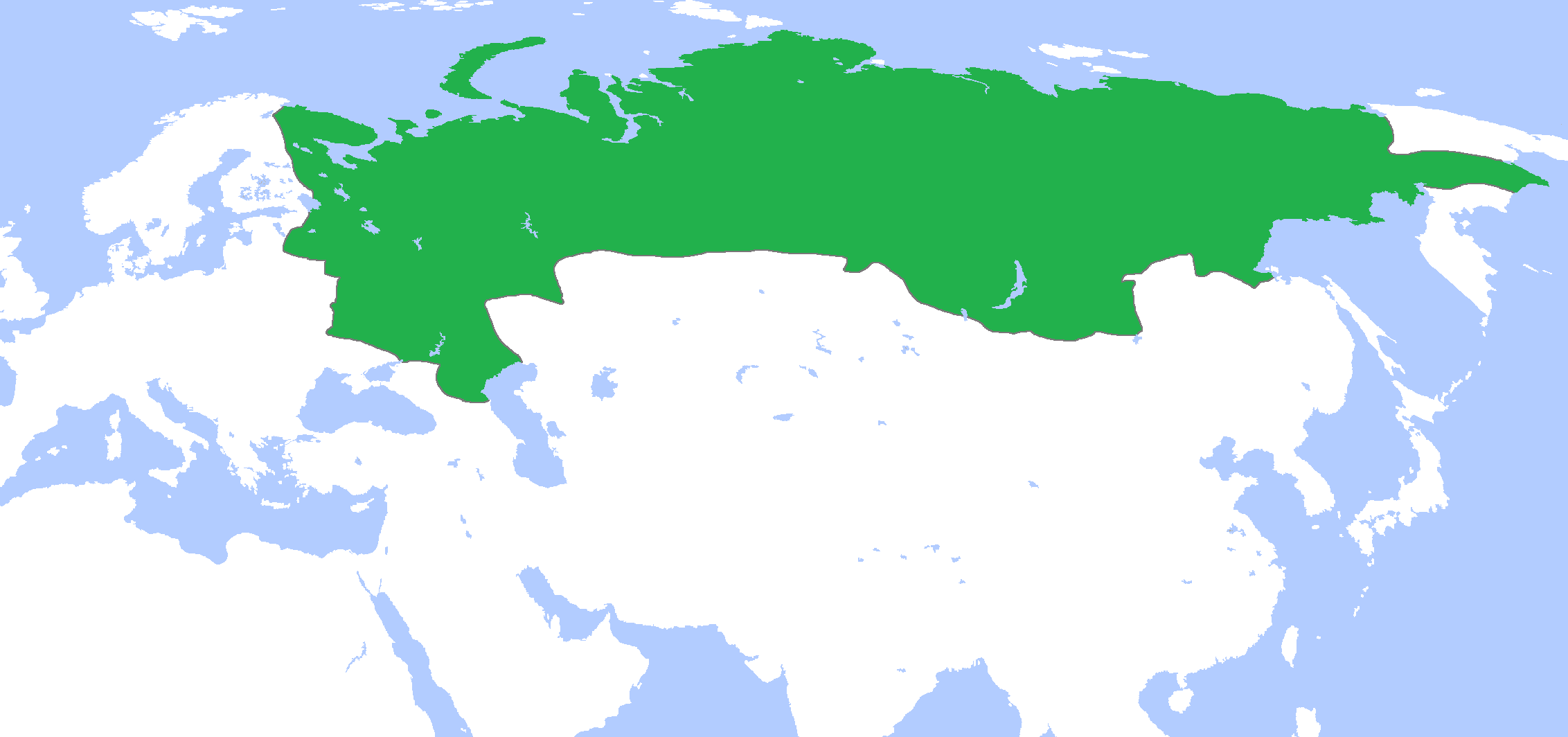
Das russische Reich um 1700

Das 17. Jahrhundert begann für Russland mit einer sozialen, wirtschaftlichen und politischen Krise, „Zeit der Wirren“ genannt. Zahlreiche Usurpatoren rangen um den Zarenthron, während viele Russen gleichzeitig bei einer Hungersnot starben. Erst Michael Romanow, der 1613 Zar wurde und eine über 300-jährige Zarendynastie begründete, konnte das Land stabilisieren. Im Laufe des Jahrhunderts bauten die Zaren ein militärisch schlagkräftiges, autokratisches Reich mit Ausrichtung auf die Moskauer Zentrale weiter aus. Zwar gab es in Russland zahlreiche autonome Gruppen, doch sie waren nicht stark genug, um ein Gegengewicht zur Zentrale zu bilden. Dies galt auch für die orthodoxe Kirche. Sie geriet in eine Krise, nachdem sich ein Teil der Gläubigen einer Ritenreform im Jahr 1667 verweigerte und ausgestoßen wurde. Der ausgestoßene Kirchenteil konnte Verfolgungen und Diskriminierungen überstehen und existiert noch heute. Hingegen erholte sich die sich immer stärker differenzierende Wirtschaft und wuchs in der zweiten Jahrhunderthälfte, wobei die Zahl der Handwerker stieg. Hörige und Bauern waren zwar durch die Schollenpflicht an den adeligen Grundbesitz oder ihr Dorf gebunden, hatten jedoch aufgrund der Weite des Landes oft die Gelegenheit zu fliehen.
Während des gesamten Jahrhunderts setzte Russland seine maßgeblich von Kosaken getriebene Expansion nach Osten durch Sibirien fort, die an der Pazifikküste ihren vorläufigen Halt fand. Wichtiger Antrieb war die Jagd und der Handel mit Fellen. Dieser wurde aufgrund der lukrativen Gewinne so extensiv betrieben, dass einige Tiere vor dem Aussterben standen.

### Herrschaft und Gesellschaft
Die Bevölkerung Europas nahm insgesamt im 17. Jahrhundert leicht zu, wobei erhebliche regionale Unterschiede bestanden. Insbesondere in Mittel- und Osteuropa kam es durch Kriege, Hungersnöte und Seuchen zu einem Bevölkerungsrückgang. Die durchschnittliche Lebenserwartung lag vor allem deshalb unter 30 Jahren, weil nur 60 % der Neugeborenen aufgrund von Hunger, Krankheiten und Seuchen, mangelnder Hygiene und medizinischer Versorgung das Erwachsenenalter erreichten.

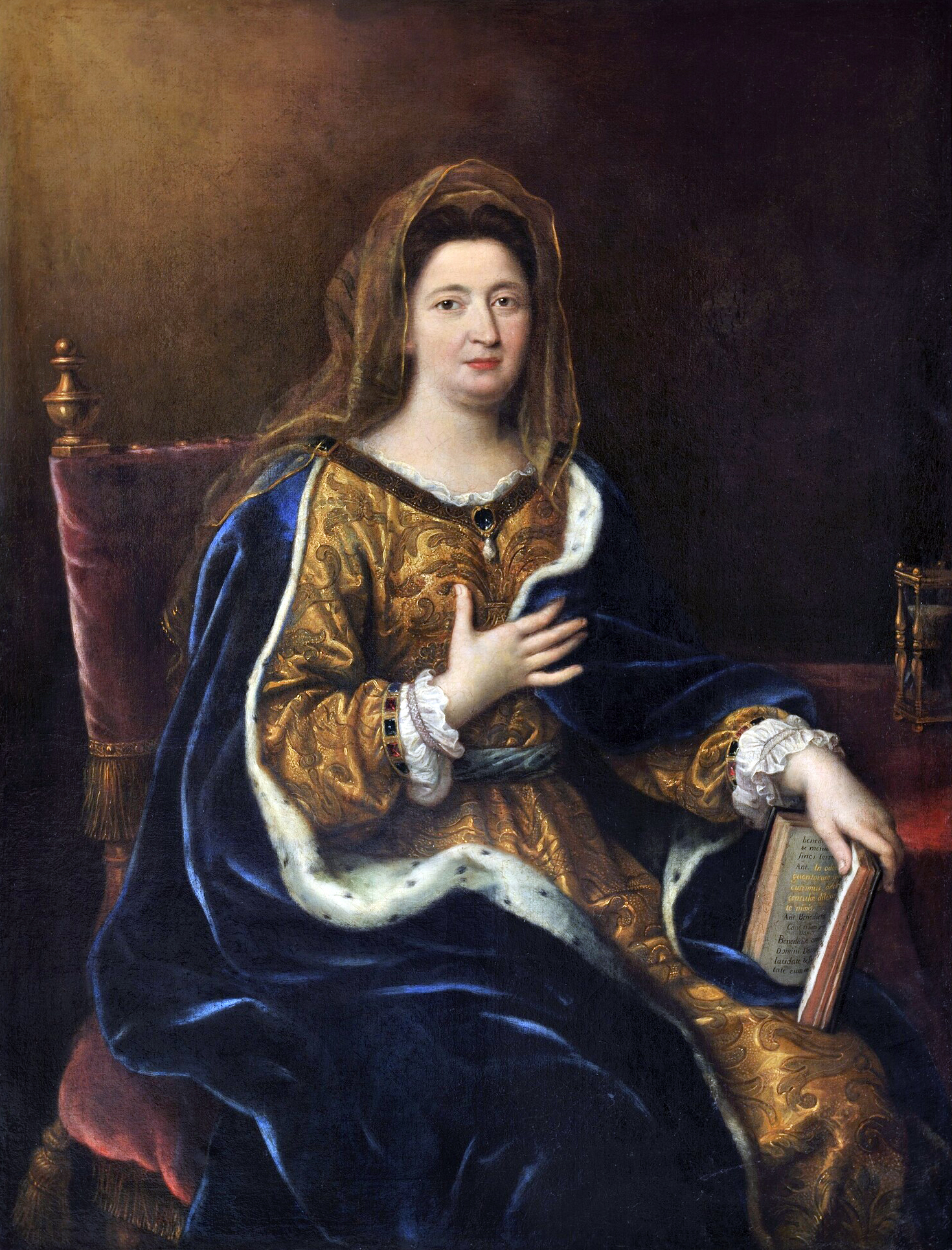
Marquise de Maintenon war die letzte Titularmätresse Ludwig XIV.

Die europäische Gesellschaft des 17. Jahrhunderts war eine Ständegesellschaft. Ihrer Standeszugehörigkeit, die bis auf den katholischen Kleriker-Stand durch Geburt bestimmt wurde, konnten nur wenige Menschen durch Aufstieg entkommen. Der Stand bestimmte sowohl die persönlichen Rechte als auch zum großen Teil den Zugang zu Ressourcen. Das Ständesystem teilte die Menschen in Adel, Bürger und Bauern. Hinzu kam in katholischen Ländern der Klerus. Nicht nur innerhalb des führenden Adelsstandes, dem unter 10 % der Bevölkerung angehörten, sondern auch innerhalb der anderen Stände gab es große Differenzierungen, sodass die Angehörigen niederrangiger Stände oft reicher sein konnten als einige Vertreter höherer Stände. Insgesamt wurde das Ständesystem als gottgegeben akzeptiert.
Während des Jahrhunderts kam es zu einem Ringen der Landesfürsten mit ihren Ständen um Recht, Macht und Einfluss, das je nach Region unterschiedlich ausfiel. In Frankreich nahm die Krone den adeligen Grundherren viele Herrschaftsrechte ab und stärkte die zentrale Rechtssetzung. Dies gelang auch einigen Fürsten größerer Territorien im Reich, während in anderen Territorien der Pluralismus der Herrschaftsrechte bestehen blieb. Östlich der Elbe verstärkte sich die Gutsherrschaft, die den Gutsherren weitreichende ökonomische aber auch rechtliche Macht über ihre Untertanen einräumte. Im England übernahm am Ende des Jahrhunderts das Parlament, das von Adeligen und der Gentry dominiert wurde, einen großen Teil der Regierungsgewalt von der Monarchie.
Im Machtkampf gegen den Adel spielte die Günstlingswirtschaft für viele Fürsten eine wichtige Rolle. Nicht nur Männer konnten durch fürstliche Gunst schnell aufsteigen. Wurden Frauen wie die Marquise de Maintenon zur Titularmätresse eines Fürsten gekürt, konnten sie nicht nur im gesellschaftlichen Stand aufsteigen, sondern auch Reichtum und politischen Einfluss erlangen. Etwas langsamer gelang der Aufstieg durch den Kauf von Ämtern, mithilfe derer einige Bürger insbesondere in England und Frankreich in den niederen Adel aufstiegen.
Krieg galt im 17. Jahrhundert als ein legitimes Mittel der Politik. Der im Dreißigjährigen Krieg dominierende Typus des Kriegsunternehmers, der seine Armee aus der Beute der eroberten Gebiete finanzierte und im Wesentlichen für sich kämpfte, hatte in der zweiten Jahrhunderthälfte ausgedient. Große Söldnerarmeen, die im Laufe des Jahrhunderts immer höhere Geldsummen verschlangen, konnten sich nur noch die Fürsten größerer Territorien leisten. Der daraus resultierende große Geldbedarf war ein Antrieb zur merkantilistischen Förderung der einheimischen Wirtschaft.

### Kirche, Religion und Glaube
In den europäischen Ländern setzte sich die im vorherigen Jahrhundert begonnene Konfessionalisierung fort. Die Obrigkeiten leiteten verschiedene Maßnahmen ein, um die Bevölkerung zum Glauben an das jeweilige Bekenntnis und die daraus folgenden Verhaltensweisen anzuhalten. Im Laufe der ersten Jahrhunderthälfte hatten sich Mehrheitsbekenntnisse in den Ländern so verfestigt, dass es den Monarchen wie in England nicht mehr gelang, ihr Bekenntnis gegen die Bevölkerungsmehrheit durchzusetzen. Religiöse Minderheiten waren oft starken Repressalien ausgesetzt. Deshalb wanderten viele, wie die Hugenotten und Puritaner, in andere europäische Länder oder nach Amerika aus.

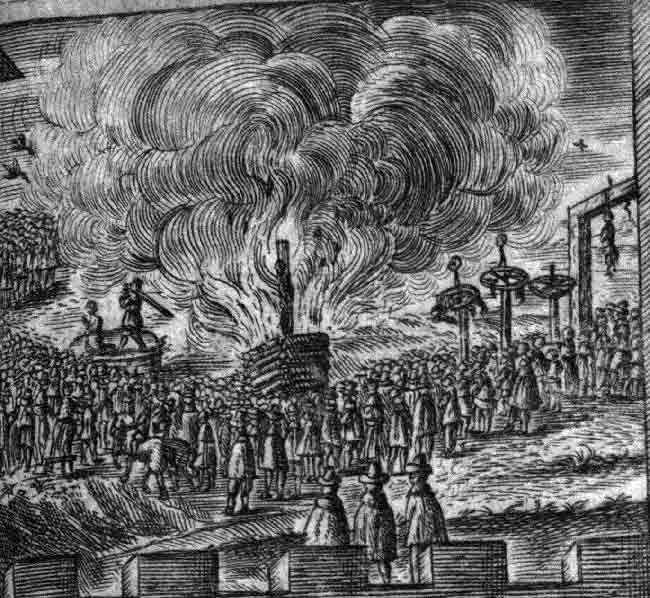
Hexenverbrennung

Die Hexenverfolgungen des 16. Jahrhunderts setzten sich fort und erreichten in der ersten Jahrhunderthälfte ihren Höhepunkt. Sie fußten auf einem jahrhundertealten Glauben an Hexen. Nach Naturkatastrophen und Unglücken suchte die Bevölkerung Sündenböcke, ferner gab es unter den Gebildeten starke Propagandisten einer Hexenverfolgung. Besonders Fürsten kleiner Territorien ließen sich beeinflussen und förderten oder duldeten die Hexenprozesse, die fast ausschließlich durch weltliche Gerichte durchgeführt wurden. Einflussreiche Juristen erklärten Zauberei und damit zusammenhängende Verbindungen mit dem Teufel zu Ausnahmeverbrechen und rechtfertigten so Prozesse, in denen fast jeder Angeklagte seiner Verurteilung zum Tode nicht entgehen konnte. Begünstigung von Denunziation, die Anwendung von Folter und die Verurteilung der Angeklagten zum Tod durch Verbrennen waren kennzeichnend für diese Prozesse. Der Widerspruch in kirchlichen und akademischen Kreisen richtete sich gegen diese Prozessordnungen und weniger gegen den Glauben an Hexen als solches. In großen Territorien hörten die Fürsten auf diese Stimmen, sodass die Hälfte der Hexenprozesse in den kleinen Fürstentümern des Heiligen Römischen Reiches stattfand. Auch in Schottland und der Schweiz gab es größere Wellen von staatlich durchgeführten Hexenprozessen. In England, Frankreich und Südeuropa blieben die Verbrennungen wegen vermeintlicher Hexerei aufgrund von hohen Anforderungen an die Beweisführung und Interventionen der Landesfürsten auf wenige Einzelfälle beschränkt. Die Verurteilten, überwiegend Frauen, kamen nicht nur aus gesellschaftlichen Randgruppen, sondern auch signifikant aus den dörflichen und städtischen Eliten bis hin zum Klerus.

### Wirtschaft und Ernährung
In Europa arbeitete der weit überwiegende Teil der Menschen in der Landwirtschaft, wobei je nach Verstädterung der Region der Anteil höher oder niedriger ausfiel. Auch wenn die Subsistenzwirtschaft noch weit verbreitet war, so wurde der Anteil marktorientierter Produktion und die Spezialisierung zunehmend größer. Die relativ hohe Marktorientierung in Westeuropa lag daran, dass viele Äcker gegen Geld verpachtet wurden. In einigen ländlichen Gegenden West- und Mitteleuropas arbeiteten viele textile Heimwerker, die in ein Verlagssystem eingebunden waren. Dennoch waren vorwiegend die Städte Heimat von Handwerk und Handel. Viele Branchen wurden durch Zünfte reguliert, die über Produktionsmengen, Preise und Qualitäten wachten und den technischen Fortschritt beschränkten. Innovationen fanden getrieben vom Militär vor allem im Schiffsbau und in der Militärtechnik, sowie der Metallverarbeitung und der Bergbautechnik statt. Trotz des Aufschwungs des Überseehandels trug er nur zu einem relativ geringen Teil zur gesamtwirtschaftlichen Leistung bei und lag weit unter dem innereuropäischen Handel.

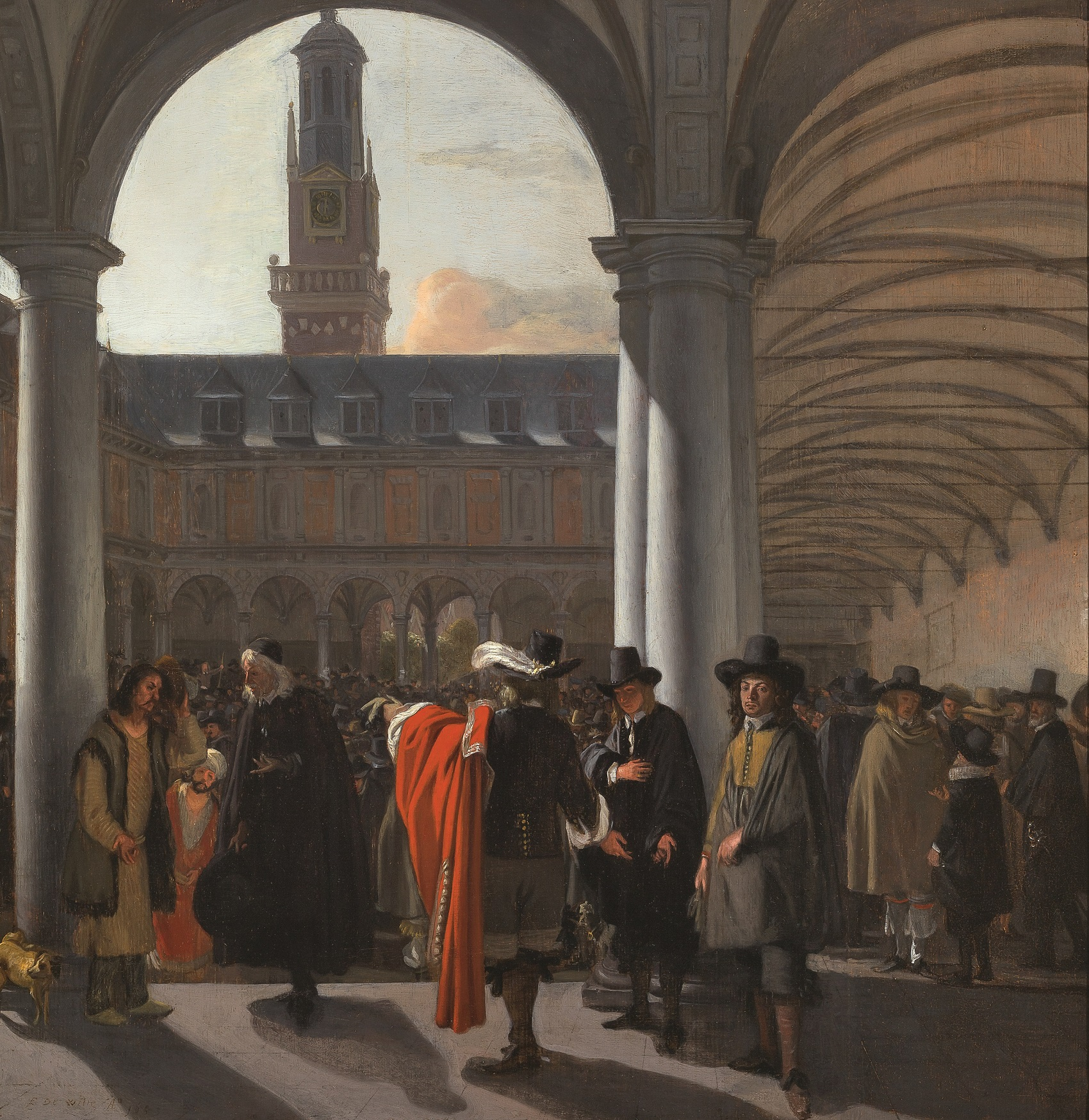
Innenhof der Amsterdamer Börse

Wegweisend waren neue Organisationsformen und Transaktionsformen in der Wirtschaft. Große privatwirtschaftliche Handelsgesellschaften wie die niederländische Ostindien-Kompanie ermöglichten das schnelle Aufbringen großer Kapitalmengen. Ihre Effizienz drängte die iberischen Kolonialmächte in Übersee zurück. Zur Kapitalsammlung dienten Börsen, an denen sowohl Waren als auch Aktien gehandelt wurden. Von ihnen war bis zu den letzten Jahrzehnten des Jahrhunderts die Amsterdamer Börse, die ein festes Börsengebäude besaß, führend. Bargeldloser Zahlungsverkehr und verschiedene Finanzinstrumente förderten den Handel. Die Finanzmärkte erzeugten aber auch erstmals Spekulationsblasen, die wie die niederländische Tulpenmanie der 1630er Jahre platzten.
In West- und Mitteleuropa kam der Aufschwung aus dem letzten Jahrhundert in den 20er und 30er Jahren zum Stehen. Eine Phase wirtschaftlicher Krisen folgte u. a. in Spanien, Frankreich, England und den deutschen Territorien. Wirtschaft und Bevölkerungsentwicklung litten besonders unter den Klimaverschlechterungen der kleinen Eiszeit. Die folgenden Ernteausfälle sowie Kriege und regelmäßige Pestwellen, die jedoch regional beschränkt blieben, reduzierten die Bevölkerung und die Wirtschaftsleistung. Aus dieser Krise ging insbesondere England gestärkt hervor, das in der zweiten Jahrhunderthälfte einen Aufschwung der Landwirtschaft, Textilproduktion und Kohleförderung erlebte.
Die Ernährung der Europäer unterlag in diesem Jahrhundert starken Veränderungen. Im Zuge der Klimaverschlechterung nahm der Fleischkonsum insbesondere in Mittel- und Nordeuropa stark ab. Fleisch war dort ein Luxusgut einer kleinen privilegierten Oberschicht. Dafür nahm der Konsum von Mehlspeisen stark zu, die meistens zu Brot, Spätzle oder Knödel gebacken oder gekocht wurden. Nur die Menschen ärmerer ländlicher Regionen ernährten sich vorwiegend von Getreidebrei. In Südeuropa war Mais der wesentliche Kalorienlieferant. Nur die reiche europäische Oberschicht konnte sich die importierten Kolonialwaren Kaffee, Tee und Zucker leisten. Sie genoss diese Statuslebensmittel in chinesischem Porzellan, hielt sich an Tischsitten und benutzte Besteck. In allen Bevölkerungskreisen breitete sich die Dreiteilung der Mahlzeiten in Frühstück, Mittagessen und Abendbrot aus.

### Wissenschaften

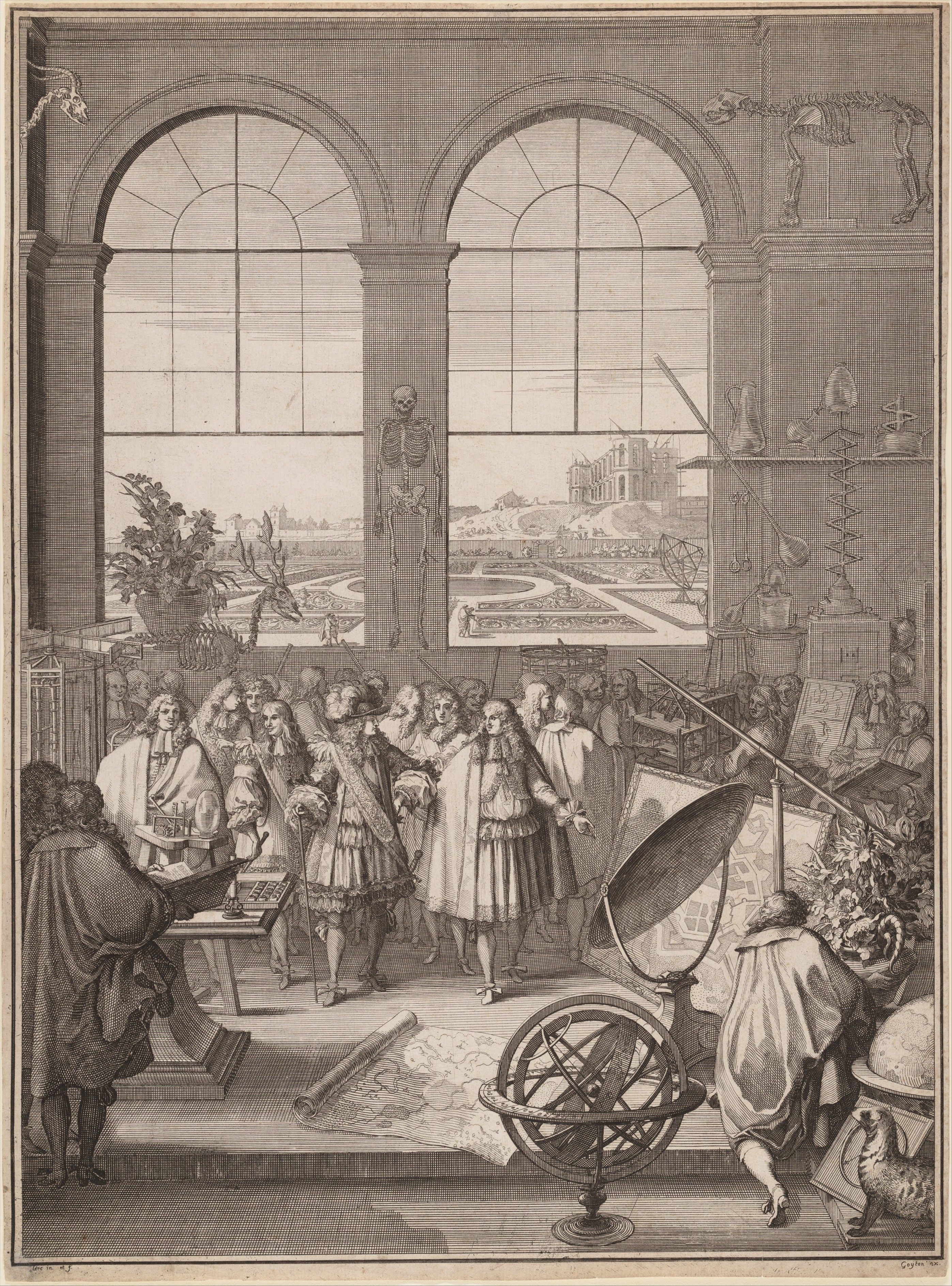
Ludwig XIV. besucht die Académie Royale

Die Wissenschaft des 17. Jahrhunderts befand sich in einer Umbruchszeit. Zu Beginn des Jahrhunderts waren die Universitäten, deren Zahl im Laufe des Jahrhunderts durch Neugründungen vergrößert wurde, ihre bedeutendsten Träger. Ihr Wissen wurde von zahlreichen neuen wissenschaftlichen Erkenntnissen erweitert und korrigiert. Die Neuerungen entwickelten jedoch im Wesentlichen unabhängige Forscher, die von Mäzenen oder wissenschaftlichen Gesellschaften, wie der Royal Society, gefördert wurden. Die weitverbreitete Gelehrtensprache Latein erleichterte den innereuropäischen Austausch unter einer kleinen gelehrten Elite.
Auch die wissenschaftlichen Methoden unterlagen einem grundlegenden Wandel. Zu Beginn des Jahrhunderts erklären Wissenschaftler die Welt oft durch deduktive Reduktion aus den Aussagen der Bibel und antiker Philosophen. Auch wenn die traditionelle Wissenschaft angeregt durch den Humanismus schon im vorherigen Jahrhundert empirische Erkenntnisse in ihre Theorien einfließen ließ, so wurden im Laufe des Jahrhunderts immer mehr Entdeckungen gemacht, die den etablierten wissenschaftlichen Erklärungsmodellen widersprachen. Zunehmend setzten sich naturwissenschaftliche Ansätze durch, die Hypothesen über die Welt durch Experimente überprüften. In der Zeit des wissenschaftlichen Paradigmenwechsels standen auch bei vielen innovativen Wissenschaftlern naturwissenschaftliche Ansätze neben naturphilosophischen Zugängen, stand Astronomie neben Astrologie. Die schnelle Vervielfältigung wissenschaftlicher Schriften durch den Druck sorgte für einen schnellen Informationsaustausch in Europa.
Zu den grundlegend neuen Erkenntnissen in den Naturwissenschaften gehörten die von Newton entdeckten Gesetze der klassischen Mechanik. Diese stützte auch das heliozentrische Weltbild, das durch Keplers mathematische Präzisierung zunehmend an Unterstützern gewann. Die astronomischen Entdeckungen wurden durch die Entwicklung optischer Geräte wie des Fernrohres unterstützt. Andererseits waren Erkenntnisse der Optik, wie die Lichtgeschwindigkeit, mit der Astronomie verknüpft.
Von der Mehrheit der Laienmediziner, wie Bader, Heilmittelkrämer und Hebammen, grenzte sich die kleine Schicht der Ärzte durch ihr Universitätsstudium ab. Auch wenn schon im 16. Jahrhundert Widersprüche zur Vier-Säfte-Lehre Galens nachgewiesen wurden, blieb diese als Lehrstoff der Universitäten weiterhin populär. William Harvey entdeckte die Existenz des Blutkreislaufes, die den Lehren Galens widersprach. Harvey gehörte zu einer Gruppe von Menschen, die durch Sezieren von menschlichen Leichen, Tierversuchen, Untersuchungen mit dem Mikroskop und andere naturwissenschaftliche Untersuchungen zahlreiche neue Erkenntnisse über die Funktionen des menschlichen Körpers gewannen. Jedoch hatte der Erkenntnisgewinn kaum Auswirkung auf die ärztliche Praxis, die immer noch mittelalterliche Methoden wie die übermäßige Anwendung des Aderlasses praktizierte.

### Kunst, Kultur und Medien

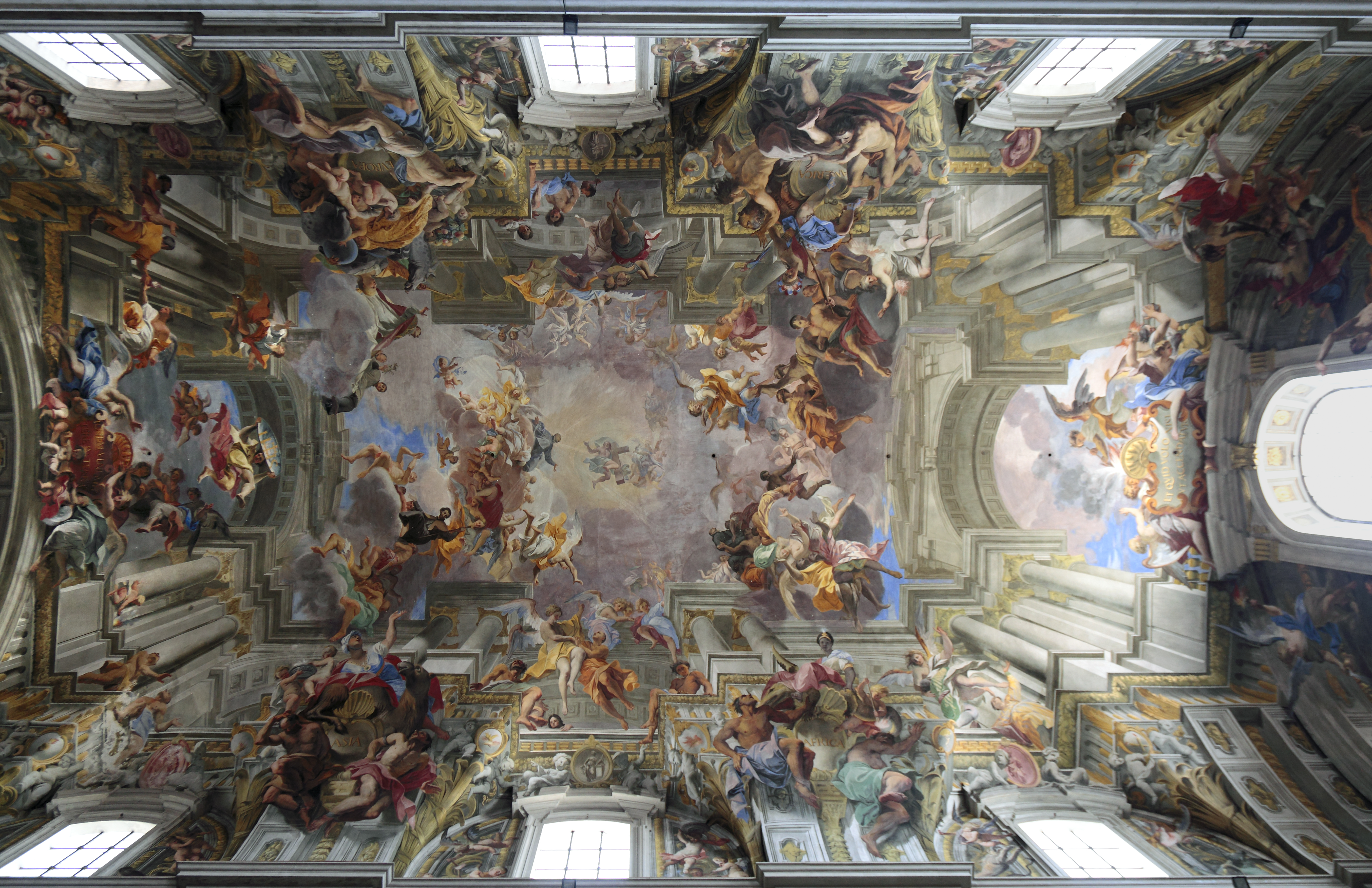
Die von Andrea Pozzo gestaltete Decke der Kirche Sant’Ignazio di Loyola in Campo Marzio zeigt die Verschmelzung von Architektur und Malerei zu einem Gesamtkunstwerk.

Der populärste Stil in der europäischen Kunst des 17. Jahrhunderts war der Barock. Er entwickelte sich in Italien aus der Kunst der Renaissance und verbreitete sich in unterschiedlichsten Varianten in ganz Europa. Mit Prachtentfaltung und verschwenderischer Darstellung sollten die Kunstwerke das Prestige des Auftraggebers darstellen und seine Macht legitimieren. Auftraggeber war einerseits die katholische Kirche der Gegenreformation. Indem sie prachtvolle Kirchen den nüchternen protestantischen Kirchen gegenüberstellte, versuchte sie Gläubige zu halten und zurückzugewinnen. Andererseits stellten Könige, Fürsten und Adelige mit barocken Kunstwerken ihren Machtanspruch dar. Aber auch Bürger wollten ihren Reichtum und Erfolg durch Kunstwerke herausstellen.
Barocke Malerei und Skulptur sprachen die Sinne des Betrachters an, um an ihn direkt zu appellieren. Dazu erweckten sie die Illusion in die Wirklichkeit des Betrachters einzudringen. Üppige Formen und die teilweise übersteigerte Darstellung menschlicher Gefühle waren typisch für den Barock. Die Abbildung der Beleuchtungsverhältnisse, geschwungene Linien und Allegorien waren wichtige Stilmittel. Das Spektrum der dargestellten Themen erweiterte sich stark. Stillleben und Genrebilder waren neue Bildmotive, Landschaftsbilder wurden stark nachgefragt.
Oft verschmolzen Architektur, Bilder und Skulpturen zu einem Gesamtkunstwerk. Das Schloss Versailles und seine Parkanlagen wurden zum Vorbild für die Residenzen Europas. Das galt auch für die französische Mode, die vorschrieb Allongeperücke und Justaucorps zu tragen. Mit der Mode wurden auch die höfischen Sitten, Galante Conduite, an europäischen Höfen populär.

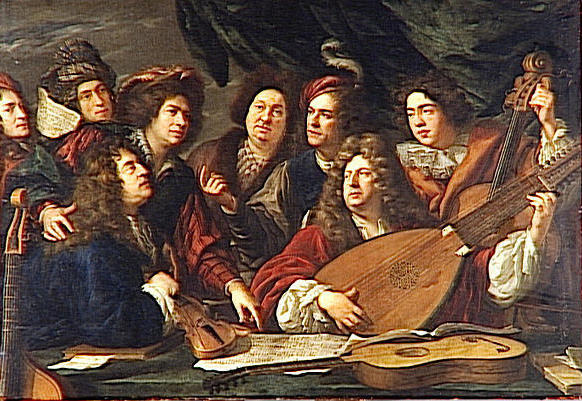
Barockmusiker gemalt von François Puget.

Italien war auch die Wiege der Barockmusik. Verzierung und die Darstellung von Affekten, oft mit rhetorischem Charakter, waren auch hier charakteristisch. Im Zuge der Betonung von Melodie und Harmonie wurde der Generalbass eingeführt. Die Tonarten Dur und Moll traten an Stelle der Kirchentöne. Typisch ist der stile concertato, das Miteinander heterogener Klanggruppen. Die neue Gattung Oper mischte Erzählung, Schauspiel, Tanz und Bühnenbild mit der Musik. An ihrer Seite steht das geistliche Oratorium. Die Instrumentalmusik emanzipierte sich von der Vokalmusik.
Neben der Oper fand auch das Theater einen großen Anklang, sodass erstmals in großer Zahl eigene Häuser für Theater und Oper gebaut wurden. Nach der Erfindung der Kulissenbühne wurde deren Bühnentechnik zur Erzielung spektakulärer Effekte im Laufe des Jahrhunderts ständig verbessert. Neben dem von Fürsten veranstalteten höfischen Theater, wurden zunehmend Theaterstücke vor einem bürgerlichen Publikum aufgeführt. Wandertruppen sorgten für einen kulturellen Austausch innerhalb Europas. Auch die Vertreter der unterschiedlichen Konfessionen, insbesondere die Jesuiten, bedienten sich des Theaters, um für die eigene Konfession zu werben. In diesem Jahrhundert agierten Frauen erstmals auf öffentlichen Bühnen.
Die gespielten Stücke, die zunehmend in der Landessprache aufgeführt wurden, waren vielfältig. Große Reiche wie Italien, Frankreich und England entwickelten jeweils ihre spezifischen Formen, die durch gegenseitigen Austausch und Anregung entstanden. Dabei konzentrierte sich die Theaterlandschaft im Wesentlichen auf die Hauptstädte. Aufgrund der Zersplitterung der deutschen Lande entwickelte sich dort eine von vielen ausländischen Einflüssen geprägte breite Palette.
Nach der Erfindung des Buchdrucks und seiner schnellen Verbreitung im Zuge der Reformation wurde die europäische Literatur in diesem Jahrhundert noch zahlreicher und vielfältiger. Sie behandelte ein immer größeres Themenspektrum, das sich nur schwer in wenigen Kategorien zusammenfassen lässt. Neben der Barockliteratur standen klassische Ausprägungen, wie zum Beispiel die französische Klassik. Neben verschiedenen Formen von Lyrik gewann der Roman an Popularität, indem sein Inhalt bürgerlicher wurde. Daneben entstanden Lexika und zahlreiche Sachbücher die u. a. Theologie, Philosophie und naturwissenschaftliche Inhalte zum Thema hatten. Mit der Literatur erweiterte sich auch der professionelle Buchmarkt, wie die Gründung der Leipziger Buchmesse unterstreicht. Gleichzeitig lernten immer mehr Europäer Lesen und Schreiben.
Neben den schon bekannten gedruckten Flugblättern und Büchern kamen in diesem Jahrhundert in den großen Städten zunehmend gedruckte Wochenzeitungen auf. Diese berichteten unkommentiert über weltweite, nicht jedoch über regionale und lokale Ereignisse. In der zweiten Jahrhunderthälfte konnten die bürgerlichen Zeitungsleser ihr Blatt mehrfach wöchentlich und in zunehmend größerer Qualität erwerben.

## Afrika
Außer Marokko standen alle afrikanischen Mittelmeeranrainer unter der Oberherrschaft des Osmanischen Reiches. Marokko stürzte mit dem Tod des letzten starken Saadier-Herrschers Ahmad al-Mansur in einen Bürgerkrieg und zersplitterte in zahlreiche Herrschaftsbereiche. In den 1660er Jahren einigte die Alawiden-Dynastie, die bis heute die Oberhäupter des Landes stellt, Marokko wieder. Dabei stützte sie sich erstmals in der marokkanischen Geschichte nicht auf einen Berber-Stamm, sondern auf Militärsklaven.
Die Provinzen im osmanischen Maghreb erreichten einen immer höheren Grad an Selbständigkeit. Lokale Janitscharen, Korsaren und Berberstämme übernahmen unter eigenen Beys und Deys die faktische Macht. Diese ging so weit, dass sie vom Sultan abgeschlossene Verträge mit anderen Staaten für ihren Herrschaftsbereich nur anerkannten, wenn sie zugestimmt hatten. Wie im gesamten Maghreb war die Piraterie auf dem Mittelmeer, die die Versklavung von Schiffsbesatzungen und europäischer Küstenbewohner einschloss, ein wichtiger Wirtschaftszweig. Auch in der Provinz Ägypten gewannen die lokalen Eliten gegenüber dem Vizekönig zunehmend an Einfluss. Die Verschriftlichung von Literatur im lokalen arabischen Dialekt war ein weiterer Schritt zur Eigenständigkeit. Einerseits nahm die strategische Bedeutung dieser Provinz für das osmanische Reich durch den Verlust des Jemen ab, andererseits migrierten zahlreiche Bewohner anderer Reichsprovinzen nach Ägypten.
War das Afrika südlich der Sahara in den vorherigen Jahrhunderten mit dem Norden durch den Transsaharahandel stark verbunden, schwächten sich diese Beziehungen in diesem Jahrhundert zugunsten einer Ausrichtung auf den europäisch dominierten Küstenhandel ab. Die Großreiche wie Songhai und Kongo zerfielen und viele kleine Herrschaften prägten den Kontinent. Die Europäer waren im Wesentlichen auf den Inseln und mit einigen Forts und Handelsniederlassungen an der West- und Ostküste Afrikas präsent. Kenntnisse über das Innere Afrikas hatten sie bis zum 19. Jahrhundert nicht. Der starke Anstieg des Asienhandels der Niederländischen Ostindien-Kompanie sah sie dazu veranlasst, am südafrikanischen Kap einen Versorgungsstützpunkt für ihre Schiffe zu errichten. Um diesen herum siedelten sich Mitte des Jahrhunderts niederländische Siedler an, die den Stützpunkt versorgten.
Zwar wurden weiterhin Güter wie Gold und Elfenbein exportiert, doch beeinflusste der Sklavenhandel nicht nur die afrikanische Wirtschaft, sondern auch die innerafrikanischen Beziehungen. Schon in den vorherigen Jahrhunderten hatten Europäer und Araber zahlreiche Menschen als Sklaven aus Sub-Sahara-Afrika verschleppt, doch vervielfachte sich die Anzahl der versklavten Menschen in diesem Jahrhundert. Die Zahl der Sklaven, die Europäer und im geringeren Umfang Araber bei einheimischen Zwischenhändlern im Tausch gegen Schusswaffen und Konsumgüter tauschten, überstieg die Zahl der von ihnen selbst auf Sklavenjagden versklavten Menschen deutlich. Die steigende Nachfrage aus Übersee animierte Afrikaner zu immer mehr Sklavenjagden und Kriegen, auf denen sie Kriegsgefangene versklaven konnten. Dabei behielten die afrikanischen Militärmachthaber einen kleineren Teil der Sklaven für sich. Im Laufe des Jahrhunderts erweiterten sich die Gebiete, von denen Sklaven verschifft wurden, bis hin zu einigen Regionen Ostafrikas. In Ostafrika wurden die Oman-Araber im Laufe des Jahrhunderts zu den größten Sklavenhändlern. Der Großteil des europäischen Sklavenhandels war das Vorrecht privilegierter englischer, französischer und niederländischer Handelskompanien. Im 17. Jahrhundert wurden rund 1,3 Mio. Afrikaner nach Amerika verschleppt, wobei viele Sklaven schon auf den Transportschiffen starben. Diese Kompanien etablierten den atlantischen Dreieckshandel. Die Sklavenschiffe luden in Amerika Kolonialwaren, schifften sie nach Europa und luden dort Waffen und Konsumgüter für den Verkauf in Afrika. Die Ausgangshäfen für die Sklaventransporte lagen in Westafrika und im 17. Jahrhundert verstärkt in Luanda. Zielgebiete der Sklaventransporte waren vorwiegend Brasilien und zunehmend die Karibik aber auch Asien. Die südafrikanischen Siedler versklavten nicht nur die ansässige Bevölkerung, sondern importierten Sklaven aus Asien und anderen Teilen Afrikas nach Südafrika.

## Asien

### Osmanisches Reich

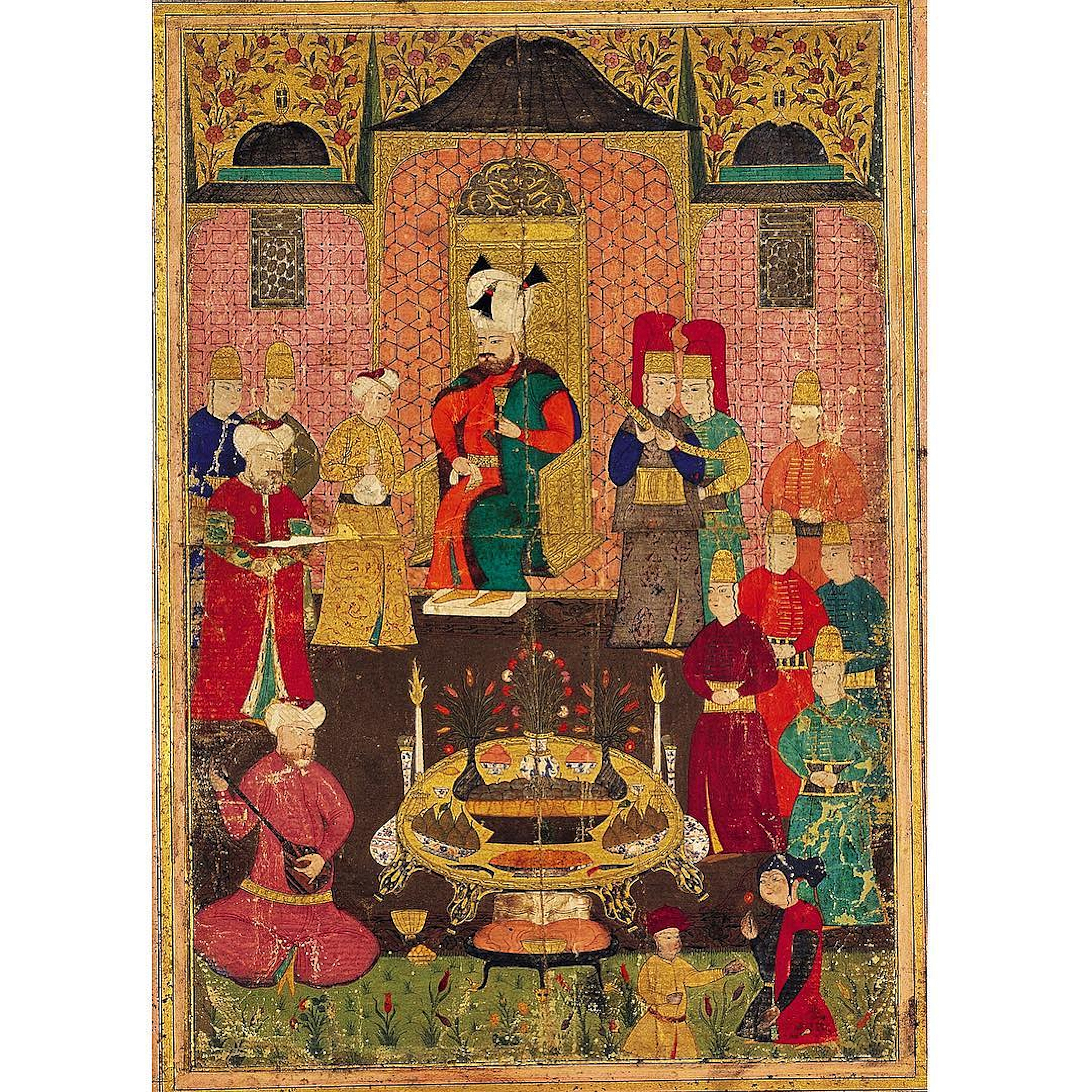
Sultan Murad IV. beim Festessen

Das Osmanische Reich war eine Regionalmacht mit Territorien auf dem Balkan, im nördlichen Afrika und im Nahen Osten. Bis zum Jahr 1672, dem Jahr seiner größten Ausdehnung, erweiterte es sein europäisches Territorium. Verlor es Gebiete an seine Feinde, so konnte es diese bis auf den Jemen zurückerobern. Dem gescheiterten Eroberungsversuch von Wien im Jahr 1683 folgten dauerhafte Gebietsverluste auf dem Balkan an die Habsburger. Unterbezahlung ehemaliger Militärs und Staatsbediensteter war ein wichtiger Grund, der im Laufe des Jahrhunderts zu zahlreichen Celali-Aufständen führte, die jedoch niedergeschlagen werden konnten.
Im 17. Jahrhundert veränderten sich die politischen und wirtschaftlichen Strukturen des Reiches grundlegend. Im Gegensatz zu ihren Vorgängern mischten sich die meisten Sultane in diesem Jahrhundert wenig in die Politik ein. Die Politik gestalteten Großwesire, hohe Militärs, Religionsgelehrte und Mitglieder der Verwaltung. Aber auch einflussreiche Personen, wie Eunuchen und Haremsdamen übten ihren politischen Einfluss aus. Besonders bei minderjährigen Sultanen waren die Sultansmütter bis Mitte des 17. Jahrhunderts entscheidend an der Regierung beteiligt. Danach konnten die Großwesire aus der Familie Köprülüs ihr Amt wesentlich stärken. Im gesamten Reich blühte ein System der Patronage. Die davon profitierenden Favoriten, wurden oft in hohe Staatsämter gebracht, ohne die dafür notwendige Qualifizierung zu besitzen.
Aufgrund der häufigen Kriege und militärtechnischen Neuerungen benötigte der Staat ständig steigende Geldmittel für stetig wachsende Söldnertruppen. Zur Beschaffung der Geldmittel wurde eine wachsende Zahl an Steuerpachten vergeben. Dazu wurden oft Tımare, Landnutzungsrechte für die meist militärische Unterstützung als Gegenleistung verlangt wurde, in Steuerpachten umgewandelt. Dies begründete einen starken Trend zur Monetarisierung der Wirtschaft. Die Kurzfristigkeit der Steuerpachten führte zu einer hohen Belastung für die Landbevölkerung. Zwar profitierte der Hof kurzfristig von den hohen Pachterlösen, verlor jedoch direkten Einfluss in den Provinzen. Als Kompensation für die entgangen laufenden Einnahmen führte der Sultanspalast Zölle auf Exporte nach und Importe von Europa ein, die jedoch neue Abhängigkeiten schufen. Die Wirtschaftspolitik war auf eine gute Versorgung des Reiches mit Gütern ausgerichtet, was ein Außenhandelsdefizit in Kauf nahm und staatliche Preisregulierung für wichtige Güter einschloss. Eine weitere Wirtschaftsregulierung fand durch Handwerkerzünfte statt. Handwerk und Handel bekamen zunehmend Konkurrenz durch Janitscharen, die durch Geschäftstätigkeit ihren oft mäßigen Sold aufbesserten. Andererseits traten immer mehr Handwerker untrainiert Militäreinheiten bei, um deren steuerliche Begünstigungen zu bekommen. Dies führte einerseits zu einer Verschränkung von Militär und Wirtschaft und anderseits zu einer Verringerung der militärischen Leistungskraft.
In der osmanischen Hauptstadt entwickelte sich ein breitgefächertes kulturelles Leben. So wurde eine große Bibliografie islamischer Werke geschrieben und das geografische Wissen über die Welt dargestellt. Erstmals erreichten Reiseerzählungen ein größeres Publikum und die osmanische Musik wurde in Notenschrift notiert. Gegen den verbreiteten Genuss von Kaffee, Tabakwaren, die Prachtentfaltung des Hofes, die Umgehung des Zinsverbotes und die religiösen Tänze der Derwischorden richtete sich die Kritik islamischer Puritaner. Deren Einfluss versuchten die Wesire durch Einbindung ihrer Führer in den Staatsapparat für sich zu nutzen. Vor allem aufgrund religiöser Vorbehalte entstand ein Klima, das Innovationen außerhalb des Militärs skeptisch begegnete. Auch die religiös begründete Verhinderung des Buchdrucks durch Muslime verhinderte die Wissensverbreitung.

### West- und Zentralasien

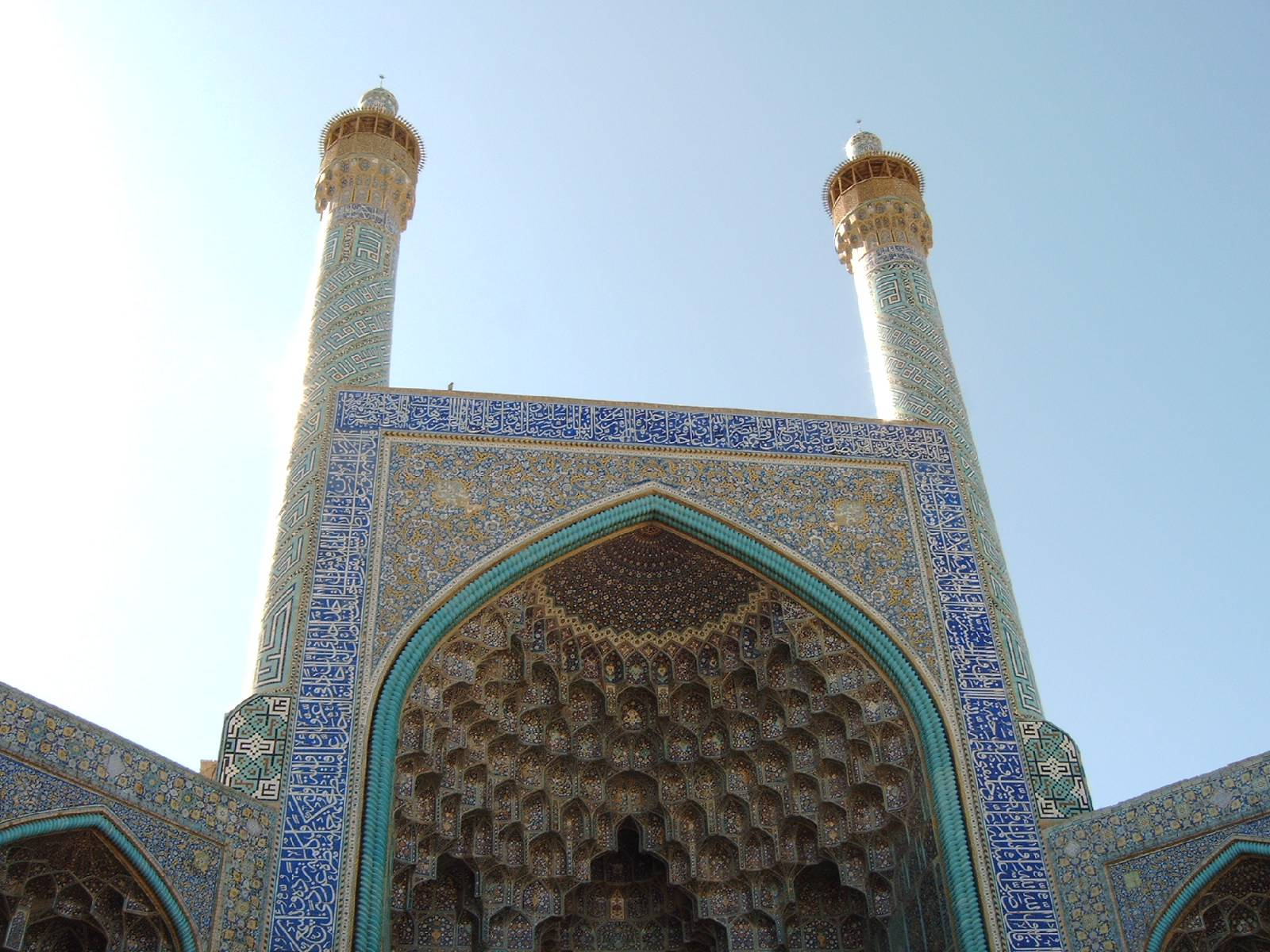
Eingangstor zur Moscheeanlage vom Meidān-e Emām in Isfahan

Persien wurde seit dem vorherigen Jahrhundert durch die Safawiden-Dynastie regiert. Seit dieser Zeit war der schiitische Islam die dominierende Konfession des Landes, durch die sich das Land von seinen großen sunnitischen Nachbarn und Konkurrenten, dem Osmanischen Reich und dem Mogul-Reich, unterschied. Zu Beginn des Jahrhunderts eroberte Schah Abbas I. große Gebiete von seinen Nachbarn, wie das Gebiet um Bagdad, die jedoch zu einem erheblichen Teil unter den ihm folgenden Schahs wieder verloren gingen. Als politische und religiöse Gegner der Osmanen unterhielten die Schahs aktive diplomatische Beziehungen zu den europäischen Gegnern der Osmanen. Der Frieden von Qasr-e Shirin 1639 begründete nach jahrzehntelangen Auseinandersetzungen einen achtzigjährigen Frieden mit den Osmanen. Seine Nachfolger, mit Ausnahme von Abbas II. (reg. 1642–1666), verloren durch ihre schwache Politik auch innenpolitisch an Macht und Einfluss. Zum Ende des Jahrhunderts verband sich das vorher zentralistisch orientierte Militär, dessen soziale Stellung der Hof vernachlässigt hatte, mit lokalen Gruppen. So kam es zu einer Regionalisierung des Reiches, ohne dass sich die Reichseinheit auflöste.
Das safawidische Reich wurde von mehreren rivalisierenden Gruppen getragen. Die turkmenischen Kizilbasch, die das Reich zu Beginn trugen und ihre Lehen verwalteten, wurden zu Beginn des Jahrhunderts zugunsten einer Zentralisierung weiter zurückgedrängt. Hingegen gewannen die neuen mehrheitlich kaukasischen Königstruppen, die dem Schah unmittelbar unterstanden und direkt aus den Krondomänen entlohnt wurden, zunehmend an Einfluss. Ihr hoher Geldbedarf führte zu einer wenig nachhaltigen Ausbeutung der Krondomänen. Eine weitere mächtige Gruppe war die schiitische Geistlichkeit. Ihre wirtschaftliche Machtbasis waren die umfangreichen Ländereien, die die schiitischen Heiligtümer besaßen. Die von ihnen durchgesetzte Verfolgung von Sunniten und Sufies zum Ende des Jahrhunderts trug weiter zur Destabilisierung des Reiches bei. Auch die persisch geprägte Verwaltung und einige Kaufmannsgruppen zählten zu den Machtfaktoren.
Zu Beginn des Jahrhunderts erlebte Persien eine wirtschaftliche Blüte. Abas I. förderte die Wirtschaft durch ein einheitliches Münzwesen, Reformen des Pacht- und Steuersystems sowie der Förderung des Handwerks. Durch die Erweiterung des Straßennetzes wurden zunehmend mehr Gebiete des Landes mit den regionalen Wirtschaftszentren insbesondere Isfahan verknüpft und ein reichsweiter Markt entstand. In Isfahan gewann der Schah zunehmend die Kontrolle über die Seidenproduktion. Rohseide war neben Textilien eines der wichtigsten Exportgüter. Führende Exporteure waren die niederländische und englische Handelsgesellschaft, VOC und EIC. Diese versorgten fast ausschließlich den persischen Markt mit dem notwendigen Münzmetall. Als im Laufe der zweiten Jahrhunderthälfte die persischen Exportgüter aufgrund von Marktverschiebungen ihre Attraktivität verloren, hatte dies aufgrund der fehlenden Geldzufuhr auch negative Auswirkungen auf den persischen Binnenhandel und verursachte wirtschaftliche Probleme.
Der persische Hof entfaltete in diesem Jahrhundert eine große Pracht, wobei die Schahs sich offen einem breiteren Publikum präsentierten. Persische Künste, von denen ein Teil die Förderung des Hofes genoss, inspirierten die Kultur der Nachbarn Osmanisches Reich und Mogulreich.

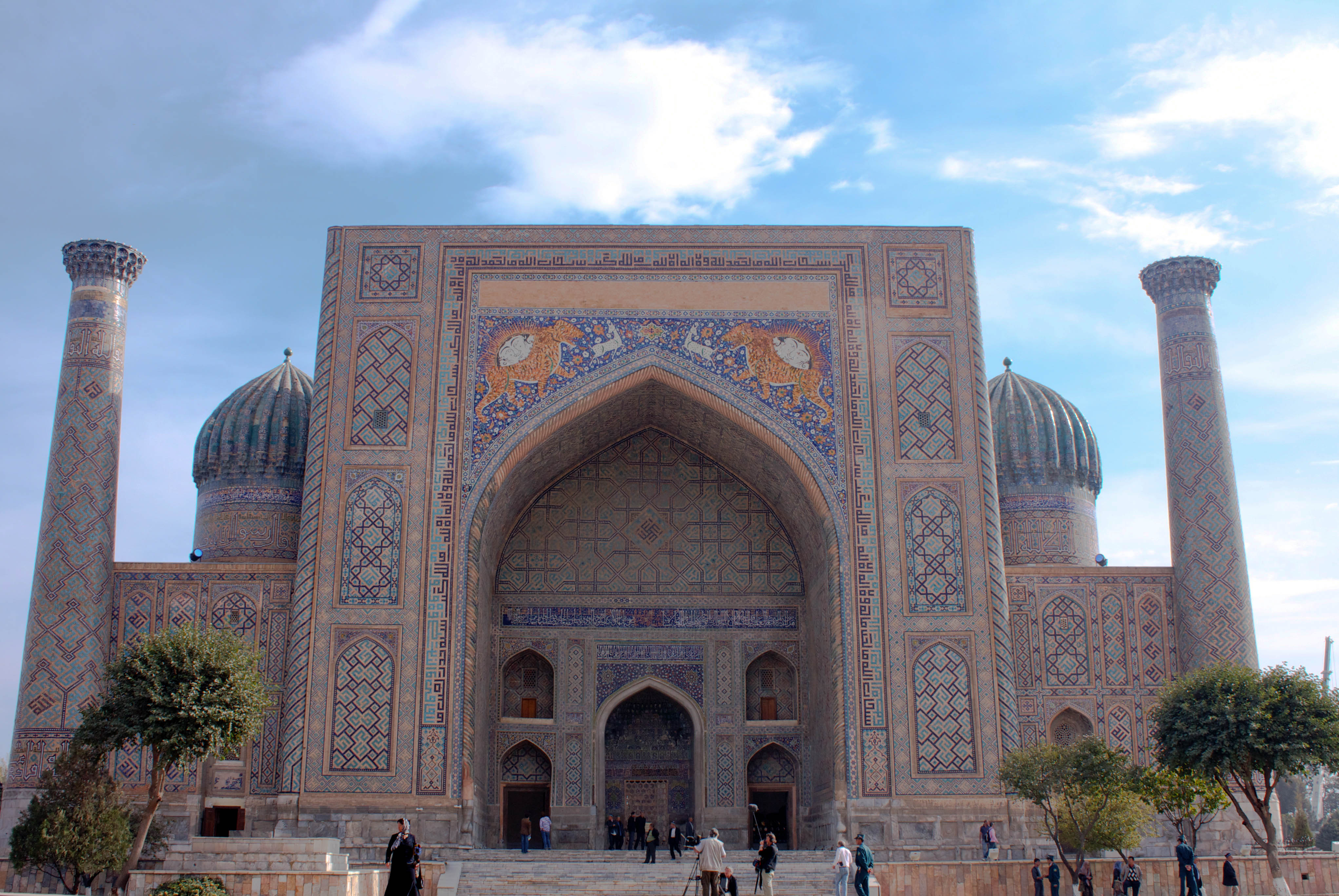
Sher-Dor Madrasah, Samarkand

Vom Kaspischen Meer bis zu den mongolischen Hochebenen erstreckten sich mehrere Reiche, die sowohl nomadisch geprägt Landstriche als auch städtisch und agrarisch geprägte Gegenden hatten. Im Usbeken-Khanat hatte nach dem Tod Abdallähs die Astarkhaniden-Dynastie die Macht übernommen. Ihre Herrschaft konzentrierte sich um die zwei Herrschaftszentren Buchara und Balch. Buchara blühte als Knotenpunkt des internationalen Handels und war ein Zentrum der Miniaturmalerei.
Nördlich des Tarimbeckens formierte sich nach dem Verfall der Oriaten-Allianz in den 1620er Jahren das Dsungarenreich. Ab den 1640er Jahren expandierte es in das Siebenstromland im Westen und in das Tarimbecken. Insbesondere der Herrscher Galdan genoss die Unterstützung des buddhistischen Dalai Lama. So ging er bei seiner Expansion in die nördliche Mongolei auch gegen konkurrierende buddhistische Strömungen vor. Seine mongolischen Widersacher riefen die Chinesen zur Hilfe, die Galdans Heer vernichtend schlugen. In den folgenden Jahrhunderten war die Mongolei unter chinesischer Herrschaft.

### Indischer Subkontinent

Expansion des Mogulreiches

Zu Beginn des Jahrhunderts hatte der muslimische Großmogul Akbar I. ein Reich hinterlassen, das den Norden des Indischen Subkontinents umfasste. Im Laufe des Jahrhunderts dehnten seine Nachfolger das Mogulreich zu seiner größten Ausdehnung aus. In den 1680er Jahren war das Mogulreich die erste Macht nach dem Maurya-Reich des dritten vorchristlichen Jahrhunderts, die wieder fast den gesamten Indischen Subkontinent beherrschte. Lediglich im äußersten Süden konnten sich einige hinduistisch geprägte Reiche halten.

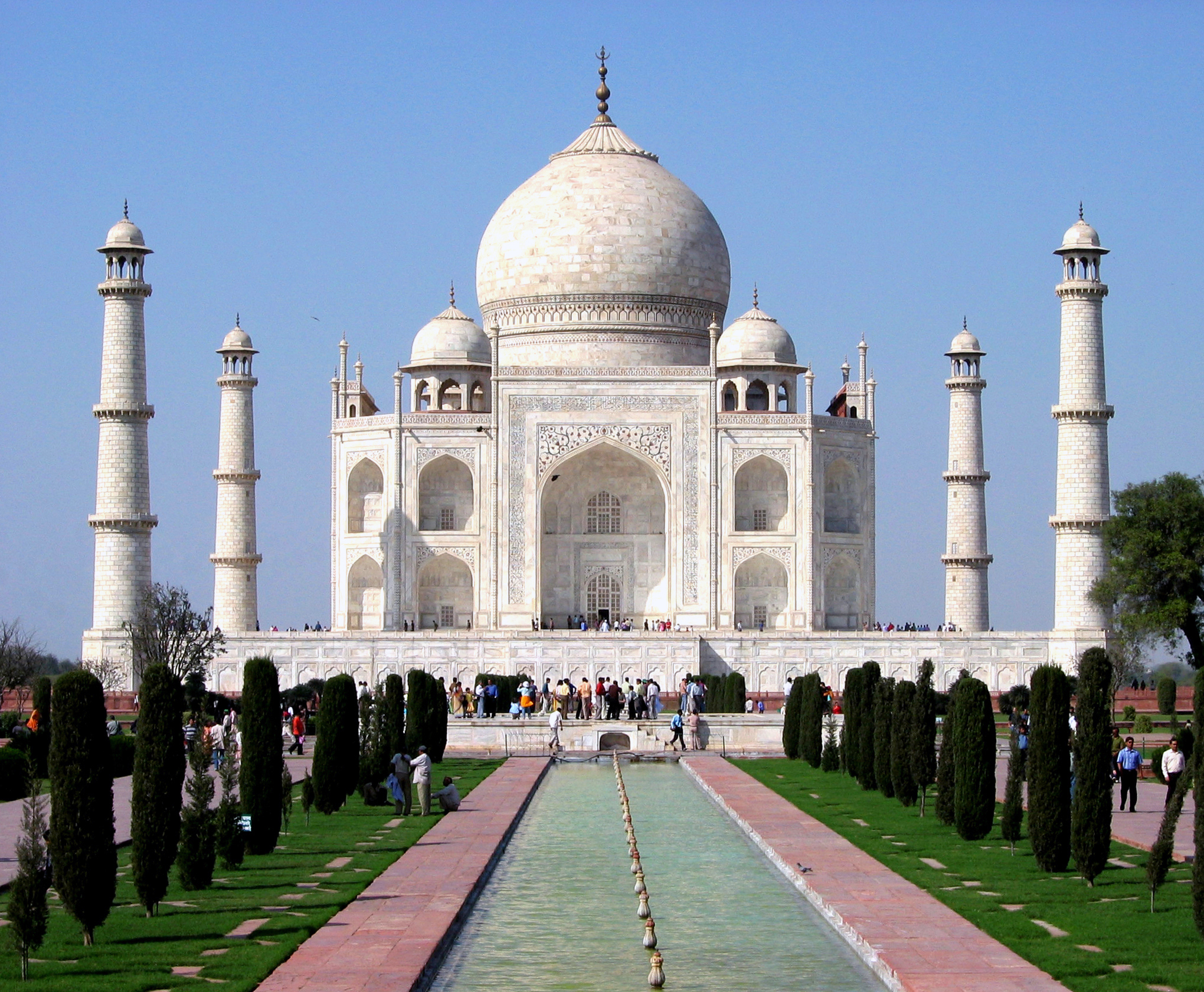
Taj Mahal

Unter dem Großmogul Jahangir entfaltete der Hof am relativ friedlichen Anfang des Jahrhunderts eine große Pracht. Der Herrscher ließ zahlreiche Bauten in einem Stil errichten, der sowohl von islamisch-persischen als auch von indisch-hinduistischen Einflüssen geprägt war. Er und sein Nachfolger errichteten unter anderem prachtvolle Grabmale, von denen das Taj Mahal das Berühmteste ist. Ausladende symmetrische Gartenanlagen waren ebenfalls ein Merkmal der Mogularchitektur. Besonders unter Jahangir wurde ein realistischer Malereistil gefördert, während sein Sohn die Miniaturmalerei förderte. Jahangir begründete die Tradition eines sehr prunkvollen Hofzeremoniells, das die Verbundenheit der Moguln mit den Würdenträgern des Reiches durch Riten stärkte. Geschichten über die Pracht am Hof prägten in Europa den Eindruck vom sagenhaften Reichtum der Moguln.
In der Regierungszeit Shah Jahans (1628–1658) zeigte sich eine Zunahme der kriegerischen Auseinandersetzungen. Einerseits konnte er seine Widersacher in Nordindien besiegen, andererseits scheiterte sein Feldzug nach Transoxanien. Mit seinem Sohn, Großmogul Aurangzeb (Regierung 1658–1707), nahmen die militärischen Aktivitäten noch weiter zu. Er eroberte den Dekkan und die südlichen gelegenen Sultanate Bijapur und Golkonda.
Aurangzeb wandte sich viel stärker als sein Vater einem strengen sunnitischen Islam zu und von der religiösen Toleranz seiner Vorgänger ab. Durch Verbote hielt er den Hof an, ein vorbildliches Leben nach dem Islam zu führen. Er förderte die Verbreitung des Islams durch Ausrichtung religiöser Feste und den Bau von Moscheen. Anderseits schränkte er andere Religionen und Konfessionen stark ein. Nichtmuslime mussten wieder eine Kopfsteuer zahlen, die sein Urgroßvater abgeschafft hatte. Ferner konfiszierte er das steuerfreie Land nicht-islamischer Glaubensgemeinschaften und Privatpersonen und verbot den Neubau von Tempeln. Dennoch blieb Indien ein mehrheitlich hinduistisches Land.
Das Rückgrat der indischen Wirtschaft war die Landwirtschaft. Besonders im Norden wurde die landwirtschaftliche Fläche verdoppelt und der Anbau durch neue Infrastruktur effektiver gemacht. Erste Ansätze die Nutzfruchtwirtschaft zu kommerzialisieren machten die zahlreichen Neugründungen und das Wachstum indischer Städte möglich. Sie waren der Motor für die Ausweitung der innerindischen Handelsstrukturen. Neben der sehr kleinen Oberschicht und der sehr großen Unterschicht bildete sich im städtischen Milieu eine kleine Mittelschicht heraus. Das sich zunehmend spezialisierende Gewerbe befriedigte sowohl die indische als auch die ausländische Nachfrage, wobei die Textilindustrie für die Exportwirtschaft die größte Bedeutung hatte. Die zunehmende Kommerzialisierung und das starke Wirtschaftswachstum erforderten eine starke Ausweitung der Geldmenge, die durch den Import großer Mengen Silbers befriedigt wurden. Dieses war die wichtigste Tauschware vor allem europäischer, aber auch arabischer und persischer Händler.
In diesem Jahrhundert breitete sich die ursprünglich in den Militärlagern entstandene Sprache Urdu in den weltlichen Bereich stark aus. Urdu ist heute eine der verbreitetsten Sprachen Südasiens. Für die blühende Literatur spielte das am Hof populäre Persische eine große Rolle.
Zwar hatten die Moguln in ihrem gesamten Herrschaftsgebiet die Oberherrschaft, doch war die Intensität der Herrschaft unterschiedlich. Lediglich in den Kernprovinzen von Kabul bis Allahabad konnten sie eine starke direkte Kontrolle ausüben, während die Rajas der Randgebiete eine relativ hohe Autonomie hatten. Mehrere Hafenstädte, über die der internationale Handel abgewickelt wurde, waren unter Kontrolle europäischer Reiche oder Handelsorganisationen. In der zweiten Jahrhunderthälfte hatte das Mogulreich mit mehreren regionalen Aufständen, u. a. der Marathen zu kämpfen, die es nur mit Mühe unter Kontrolle bekam.
In ihrem heterogenen Reich bemühten sich die Moguln, zentrale Machtstrukturen aufzubauen. Die Verwaltung stützte sich auf eine große Zahl von Amtsträgern, denen ein Rang (Mansab) in einem ausdifferenzierten Rangsystem zugeordnet war. Alle waren ausschließlich dem Mogul verantwortlich, der ihnen die Einkünfte eines festgelegten Gebiets, ein Jagir, zuwies. Dies konnten sie unabhängig verwalten, schuldeten dem Mogul im Gegenzug Abgaben und die Bereitstellung von Kavallerie. Die Inhaber wechselten regelmäßig die Stellen, damit sie keine lokale Machtbasis aufbauen konnten. Unter Aurangzeb stieg die Zahl der Amtsträger stark an und konnte mit der Zahl ertragreicher Jagirs nicht mithalten. Die hohen Militärausgaben veranlassten Aurangzeb, die Abgaben immer stärker zu erhöhen. Zudem konnte der Hof die Steuereinnahmen nur schlecht kontrollieren, sodass Provinzbeamte und Landadlige für sich selbst weit mehr Steuern eintrieben, als sie an den Hof weiterleiteten, vor allem aus Zöllen. Nicht zuletzt der Aufschwung des Handels trug so zur Stärkung der Provinzen bei und erschloss auch Aufständischen wesentlich mehr Ressourcen. Ferner motivierte der Steuerdruck Bauern und Grundherren zu Aufständen. Der bedeutendste Aufstand war der der Marathen, einer Gruppe alteingesessener Kleinadliger und ihrer Soldaten im westlichen Dekkan. Diese waren früher Vasallen Bijapurs und verbreiteten nach dessen Eroberung mit einer Mischung aus Straßenräuberei und Guerillakrieg unter dem Anspruch, eine echte hinduistische Herrschaft wiederzuerrichten, Angst und Ratlosigkeit im Dekkan und bei Hofe. 1664 plünderten sie ungestraft die mogulische Haupthafenstadt Surat.

### China

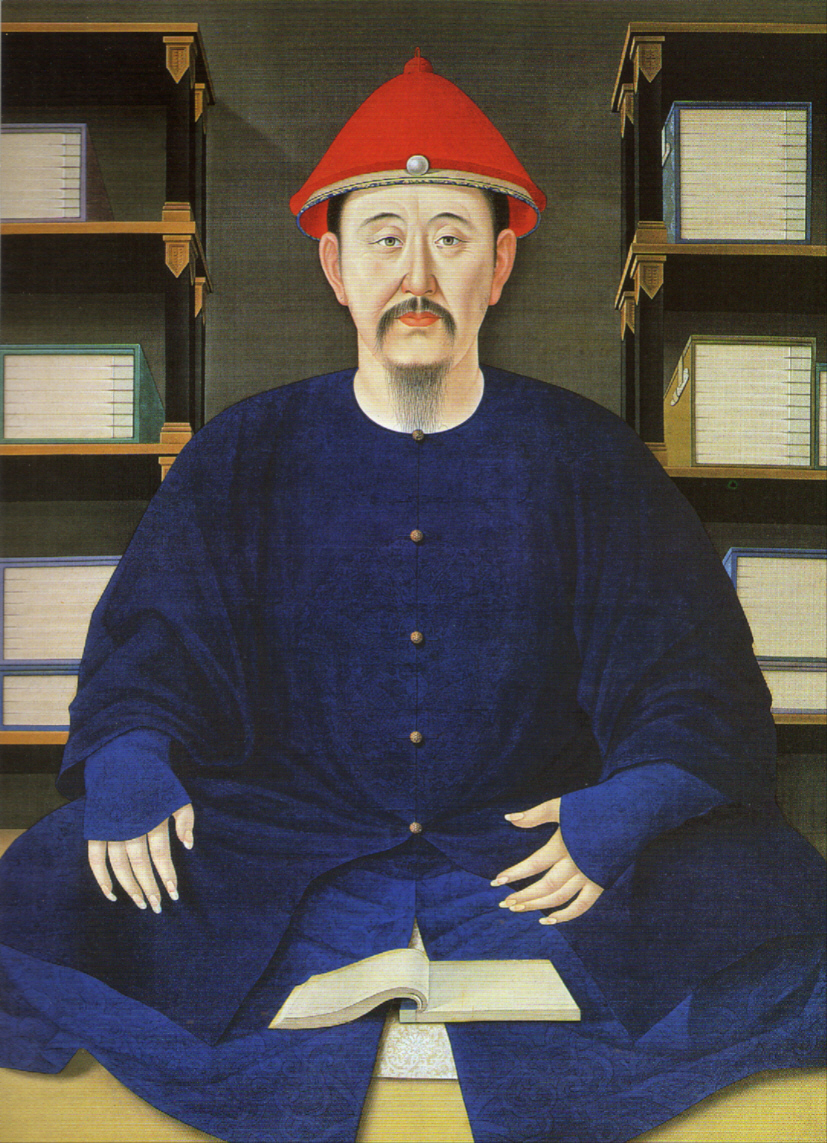
Qing-Kaiser Kangxi

Zu Beginn des Jahrhunderts geriet China in einen immer weiter eskalierenden Strudel von Strukturproblemen. Die Kaiser der Ming-Dynastie waren entscheidungsschwach, sodass am Hof rivalisierende Cliquen die Macht übernahmen. Die Inkompetenz der Kaiser sowie die Auseinandersetzungen und die Korruption der Cliquen lähmten das Regierungshandeln. Ferner war das Staatsvermögen durch den Imjin-Krieg aufgebraucht. Durch Strukturdefizite bei der Steuererhebung blieb das Steueraufkommen niedrig, wobei die Steuersätze für einfache Leute hoch waren. Die Lage verschlimmerte sich noch durch die Auswirkungen der kleinen Eiszeit. Auf ihrem Höhepunkt kam es in China zu Hungersnöten und Epidemien, sodass die Bauern keine Abgaben mehr abliefern konnten. Viele Untertanen der Ming rebellierten. Die Rebellionen eskalierten und Aufständische unter dem Bauernführer Li Zicheng plünderten Peking und trieben den Ming-Kaiser im Jahr 1644 in den Selbstmord.
Vor den Toren der Chinesischen Mauer wartete die Armee der Mandschu, die nun die Macht übernahmen und die Qing-Dynastie gründeten. Zu Beginn des Jahrhunderts hatte Nurhaci die durch Handel wohlhabend gewordenen Stämme nordöstlich von China geeint. Er ließ eine einheitliche mandschurische Schrift entwickeln und ordnete die Armee nach festen Gruppen, sogenannten Bannern. Das neu etablierte Reich dehnte seine Macht auf die gesamte Mandschurei und die chinesischen Gebiete nördlich der Großen Mauer aus. Nach der Eroberung Pekings und der Ausrufung der Qing-Dynastie im Jahr 1644 führten die Mandschu noch bis 1683 Krieg, um das ganze Land unter ihre Kontrolle zu bringen. Insbesondere im Süden leisteten zahlreiche mit den Ming loyale Städte und Regionalherrscher erheblichen Widerstand, den die Mandschu mit viel Grausamkeit und zahlreichen Massakern an der Bevölkerung brachen.
Bis in die 1690er Jahre hatten die Dsungaren ein großes Reich in Zentralasien erobert, das China als Konkurrenz in Zentralasien wahrnahm. Zur Sicherung ihrer Macht griffen die Chinesen das dsungarische Heer, das in die Mongolei eindrang, an, besiegten es und bauten ihre Macht in der Region durch die Eroberung der gesamten Mongolei aus. Mit ihrem neuen Nachbarn Russland regelten die Chinesen 1689 vertraglich den Grenzverlauf.
Die politischen Ereignisse veränderten die Gesellschaft Chinas. Mit den Qing wurde China zu einem multiethnischen Vielvölkerreich, in dem die Mandschu eine Vormachtstellung einnahmen. Im Norden Chinas wurden große Flächen Land konfisziert und Enklaven geschaffen, zu denen die Chinesen keinen Zutritt hatten. Allgemein legten die Kaiser darauf wert, dass die ethnischen Gruppen ihres Vielvölkerreiches getrennt voneinander blieben. Sie zwangen die Chinesen, die Haartracht der Mandschu anzunehmen und sich wie diese die vorderen Haare zu rasieren sowie einen langen Zopf zu tragen. Zahlreiche Chinesen fassten dies als Erniedrigung auf, was zur Ablehnung der Mandschu in chinesischen Bevölkerungskreisen beitrug. Die chinesischen Riten und das Verwaltungssystem wurden von den Mandschu mit geringen Modifikationen übernommen. Auch sie wählten die Beamten durch ein mehrstufiges Prüfungssystem aus.
War in vielen Regionen die Subsistenzwirtschaft und der Tauschhandel vorherrschend, so waren insbesondere die Küstengebiete Südchinas in den internationalen Handel eingebunden. Bis auf das portugiesische Macao gab es keine ausländisch kontrollierten Handelsemporien an Chinas Festlandküsten. Die Niederländer errichteten für einige Jahrzehnte einen Stützpunkt auf der Insel Taiwan, wurden jedoch von chinesischen Truppen vertrieben. Bestimmend für den Handel waren chinesische Lokalfürsten, die den Export mithilfe von Händlergilden monopolisierten. In den 1680er Jahren gewann die Qing-Dynastie die Kontrolle über den Außenhandel, von dem sie durch ein System von Zollstationen profitierte. Zunächst erlitt der Handel in der zweiten Jahrhunderthälfte durch die von den Qing veranlasste Zwangsumsiedlung der Küstenbewohner und eine Depression Einbrüche. Zum Jahrhundertende schaffte Kaiser Kangxi durch wirtschaftsfördernde Maßnahmen, wie seine Steuerpolitik, einen Konjunkturaufschwung. Große Bedeutung für die chinesische Wirtschaft hatte der Import amerikanischen, aber vor allem japanischen Silbers, das als Währung diente. Erst mit dem Konjunkturaufschwung gewann Kupfergeld wieder eine größere Bedeutung.
Schon zur Ming-Zeit öffnete sich China für europäisches Wissen, das einige jesuitische Missionare vermittelten, die unter den Qing in höchste Ämter am Hof aufstiegen. Dazu mussten sie sich der chinesischen Kultur stark anpassen. Zur Missionierung einer sehr kleinen Minderheit von Chinesen zum christlichen Glauben trugen auch andere Missionare bei, die mit den Jesuiten in Streit über den Grad der Anpassung der Glaubensrituale an die jeweilige Kultur, Ritenstreit, gerieten.
Einerseits waren die Kaiser der Qing-Dynastie für neues Wissen aufgeschlossen, andererseits führten sie den rationalistischen Zweig des Neokonfuzianismus der Ming-Zeit nicht nur fort, sondern förderten ihn. Sie ließen ein großes Geschichtswerk über die Ming-Zeit erstellen. Im Gegensatz zur Mehrheit der Gelehrten, die mit den Qing kooperierten, standen viele Ming-Loyalisten den Qing ablehnend gegenüber. Sowohl um sich von den mandschurischen Qing abzugrenzen, als auch um ein Gegenmodell zu einer sich immer stärker diversifizierenden Gesellschaft zu entwickeln, propagierten einige einen chinesischen Nationalismus und behaupteten eine Überlegenheit der chinesischen Ethnie. Auch die absolutistische Macht des Kaisers sahen sie kritisch.
Bei ihrer Analyse der Ursachen für den von ihnen als Niederlage empfundenen Untergang der Ming entfernten sich die Oppositionellen langsam von traditionellen konfuzianischen Methoden. So bediente sich Gu Yanwu, bei seinem Bestreben die ursprünglichen konfuzianischen Wahrheiten zu erfassen, der Methode der Textanalyse. Damit stand er am Beginn einer Entwicklung, bei der Beweis und induktive Ableitung von Wissen die traditionellen deduktiven Ansätze ablösten. Dies führte am Jahrhundertende zu Zweifeln, ob die überlieferten konfuzianischen Lehren zur Wirklichkeit des 17. Jahrhunderts passten. Durch den starken Anstieg der Produktion gedruckter Werke fanden die anklagenden Berichte einiger Intellektueller ein großes Publikum.

### Korea und Japan
Hohe Bevölkerungsverluste und die Zerstörung eines Teils der Produktionsmittel, Infrastruktur und Kulturgüter durch den Imjin-Krieg der 1590er Jahre ließen Korea geschwächt in das neue Jahrhundert. Als die Koreaner der Aufforderung der jenseits der koreanischen Nordgrenze erstarkten Mandschuren nicht nachkamen, ihr traditionelles Bündnis mit Ming-China zu lösen, erzwangen in den 1620er und 30er Jahren jene die Tributabhängigkeit durch mehrere blutige Feldzüge nach Korea. Die Wirren und Zerstörungen der bürokratischen Aufzeichnungen nutzen einige Koreaner, um im rigiden Ständesystem aufzusteigen und sich Landeigentum anzueignen. Im Großen und Ganzen blieb jedoch das System erhalten, bei dem unter einem König verschiedene Clans der privilegierten Adelsschicht um die Macht kämpften. Diese Clans hatten sich zum Jahrhundertende in vier Gruppen gespalten. Nachdem die mandschurischen Qing den chinesischen Kaiserthron innehatten, kam es in Korea zu einer weitgehenden Abschließung gegenüber der Welt. Innerhalb dieser Welt entwickelte sich ein langsamer Wirtschaftsaufschwung durch vermehrten Handel.

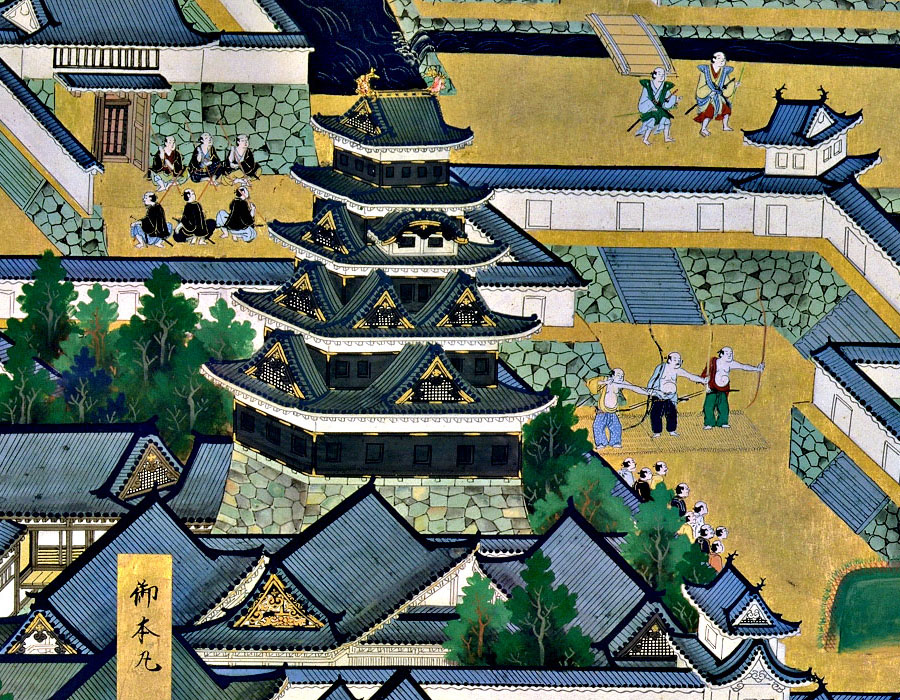
Burg-Edo vor ihrer Zerstörung durch einen Großbrand

Nach dem Sieg in der Schlacht von Sekigahara war Tokugawa Ieyasu der unangefochtene militärische Führer in Japan. Er begründete das Tokugawa-Shōgunat, eine Herrscher-Dynastie, die Japan bis 1868 regierte. Mit Edo, dem heutigen Tokio, begründete er eine neue Hauptstadt, nach der auch die Epoche, Edo-Zeit, benannt wurde. Von Edo leiteten die Shogune zahlreiche Maßnahmen ein, um die Macht bei sich zu konzentrieren und dem Land nach einem Jahrhundert der Zersplitterung und militärischen Auseinandersetzungen Ruhe und Stabilität zu bringen.
Die Shogune bewirkten ihre formale Anerkennung durch den Tennō, den japanischen Kaiser. Die faktische Macht lag jedoch bei ihnen, sodass sie die Macht des Tennō stark beschneiden konnten. Die Rechte der Daimyos, Japans Lokalfürsten, beschränkten sie abgestuft nach dem Grad ihrer Loyalität. Zusätzlich banden sie sie durch Residenzpflicht und Verpflichtungen zur Aufwartung in der Hauptstadt an sich. Ferner wurde ihnen ein hierarchisches auf den Shogun ausgerichtetes Verwaltungssystem beiseitegestellt. Innerhalb dieses Rahmens besaßen die Daimyos in ihren Herrschaftsbereichen weitgehende Selbstverwaltungsrechte. Auch die buddhistischen Tempel und schintoistischen Heiligtümer wurden unter staatliche Aufsicht gestellt. Das Christentum, eine Minderheitsreligion in Japan, wurde mit immer stärkeren Verboten belegt, bis in den 30er Jahren eine systematische Christenverfolgung das Ende dieser Religion in Japan besiegelte. Der starke portugiesische und spanische Einfluss auf Japan durch christliche Missionare sowie zahlreiche Christen unter den Gegnern der Shogune beeinflussten ihre Entscheidung zur Verfolgung dieser Religion.
Zur Politik der Machtkonzentration in der Person des Shogun gehörte auch die Politik der Abschottung gegenüber dem Ausland. Kein Japaner durfte das Land verlassen. Zu den wenigen Handelspartnern, die mit Japan zum Ende des Jahrhunderts noch Geschäfte machen durften, gehörten Chinesen, Koreaner und Niederländer. Diplomatie und Außenhandel wurden durch den Staat über wenige Häfen, wie den von Nagasaki, gesteuert.
Im 17. Jahrhundert stieg der Anteil der Städter in Japan stark an, wobei die Städte Edo, Osaka und Kyōto dominierten. Edo, die neue Hauptstadt, wuchs im 17. Jahrhundert extrem schnell zu einer der größten Städte der Welt. Die Nachfrage der Stadtbewohner und der Handel zwischen den Städten führten zum Jahrhundertende zu einem starken Wirtschaftsaufschwung. Trotz Verstädterung blieb Japan mit einer städtischen Bevölkerung von 4 % ein Agrarland, dessen Hauptnahrungsmittel Reis war. Die Bauern bildeten dann auch die mit Abstand größte Gruppe. Sie waren an ihre Dorfgemeinschaften gebunden und haften kollektiv für Abgaben. Die Erweiterung der Agrarflächen und bessere Anbaumethoden ließen die Bevölkerung stark wachsen.
Japans Kultur prägten die städtischen Handwerker und Kaufleute. Mit dem Anstieg der Produktion von Druckerzeugnissen und der Einrichtung neuer Schulen stieg die Lesefähigkeit der Bevölkerung stark an. Der Neo-Konfuzianismus fand immer mehr Anhänger, die einen Diskurs mit den Anhängern des Buddhismus und des Shintō, der traditionellen japanischen Riten, anregten.

### Der Indische Ozean und Südostasien

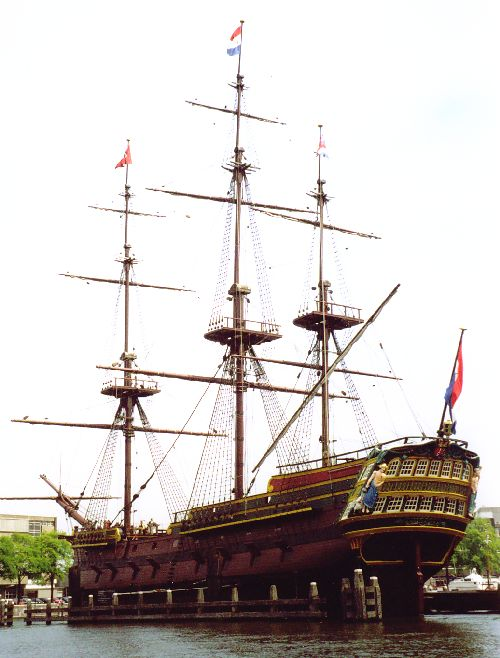
Nachbau eines Ostindienfahrers

War Portugal im 16. Jahrhundert zeitweise die dominierende Macht im Indischen Ozean und südostasiatischen Handel, so traten in diesem Jahrhundert privatrechtlich organisierte Handelskompanien mehrerer europäischer Reiche ihren Siegeszug an. Vor allem die Niederländische Ostindien-Kompanie (VOC) eroberte sich eine führende Stellung im Handel mit Gewürzen der südostasiatischen Inselwelt. Durch die Ausgabe von Aktien kam die VOC zu einem großen Kapitalstock, mit der sie in Ostindienfahrer genannte Schiffe investierte. Diese waren den portugiesischen Schiffen überlegen, sodass es der VOC gelang, einen großen Teil der portugiesischen Emporien in Südostasien und auf Sri Lanka zu übernehmen. Im Gegensatz zu den Portugiesen kontrollierte die VOC nicht nur einige entscheidende Handelswege, sondern zwang die Gewürzproduzenten, insbesondere auf den Molukken-Inseln, unter Gewaltandrohung ausschließlich an sie zu liefern. Auf den Banda-Inseln tötete und versklavte sie die einheimische Bevölkerung und ließ die Gewürze von niederländischen Siedlern produzieren. Vor Ort stationierte Schiffe sicherten das Monopol im Gewürzhandel. Die Operationen wurden vom Hauptstützpunkt Batavia geleitet. Mit einigen Ausnahmen übte die VOC ihre Macht von einigen Handelsstützpunkten aus, während sie mit lokalen Machthabern Verträge abschloss, wobei sie den Vertragsabschluss manchmal mit Waffengewalt erzwang. War der Schwerpunkt der VOC zunächst im Gewürzhandel, verlagerte sie zum Jahrhundertende ihre Fracht auf luxuriöse Textilien und andere Fertigwaren aus Asien. Dabei nahm der Handel mit China eine zunehmende Bedeutung ein. Angeregt durch die chinesischen Produkte entstand in Europa die Mode der Chinoiserie, die im 18. Jahrhundert ihre Blüte erreichte. Im Lauf des Jahrhunderts stieg auch der innerasiatische Handel der VOC an.
Die niederländische Handelsgesellschaft war primär kommerziell ausgerichtet, sodass sie im Gegensatz zu den iberischen Mächten keine aktive christliche Missionierung betrieb. Parallel zu den Europäern betrieben Araber, Perser und Südostasiaten maritimen Handel im Indischen Ozean. Im Vergleich zu den Europäern handelten sie mehr mit groben Textilien sowie Massenwaren und waren mit kleineren Schiffen unterwegs. Im Gegensatz zur Anonymität der Handelsgesellschaften beruhte ihr Handel auf persönlichen Bindungen, individuellem Unternehmertum oder kleineren Personenzusammenschlüssen. Durch die Expansion dieses Handelssektors im Laufe des Jahrhunderts entstand ab den 1670er Jahren eine durch Überangebot verursachte Krise.
Auf dem südostasiatischen Festland festigten sich die vom Buddhismus geprägten Reiche. In der ersten Hälfte des Jahrhunderts vereinten die Herrscher Anaukpetlun und Thalun das zuvor in mehrere Reiche zersplitterte Birma wieder und dehnten ihren Einfluss bis nach Nordthailand aus. Ihr westlicher Nachbar, das Küstenreich Arakan, war einerseits dem Druck des Mogulreiches anderseits dem von Portugiesen und Niederländern ausgesetzt. Die birmanischen Könige stabilisierten ihr Reich durch Land- und Verwaltungsreformen. Der Wechsel der Hauptstadt von der Küstenstadt Pegu zum inländischen Ava war eine Maßnahme, um die Außenorientierung Birmas zu verringern. Trotzdem setzten die wiederkehrenden Invasionen Chinas Birma in der zweiten Jahrhunderthälfte stark zu. Birmas östlicher Nachbar das thailändische Ayutthaya öffnete sich hingegen ausländischen Einflüssen und versuchte mit einer Schaukelpolitik zwischen den einzelnen europäischen Handelsgesellschaften und den verschiedenen asiatischen Händlernetzen, für sich den größten politischen und wirtschaftlichen Vorteil zu erlangen. Nachfolgekämpfe um den Königsthron schwächten das Land zeitweise und führten ab 1688 zu einer Abkehr von der liberalen Handelspolitik. Da weder Birma noch Ayutthaya längerfristig die Oberhand in der Region erringen konnten, blieb den kleineren Reichen wie Laos und Kambodscha Raum für ihre Entwicklung. In Vietnam gewann der Klan der Nguyen mehr und mehr die Oberhand. Er eroberte das südlich gelegene Reich der Cham und gliederte es in Vietnam ein.

## Amerika

### Nordamerika
Zu Beginn des 17. Jahrhunderts war Mittelamerika einschließlich der Karibik unter spanischer Kolonialherrschaft, während das Gebiet der heutigen Vereinigten Staaten von Amerika und Kanadas von zahlreichen unabhängigen indigenen Völkern besiedelt wurde. Im Laufe des Jahrhunderts kämpften Engländer, Franzosen, Niederländer und Spanier um die Inseln der Karibik, wobei die Spanier einige Inseln an ihre europäischen Konkurrenten verloren. Beim Kampf gegen die anderen europäischen Reiche vergaben vor allem die Engländer Kaperbriefe an Piraten, während die Niederländische Westindien-Kompanie (WIC) verstärkt selbst die Raubüberfälle organisierte. Die zweite Hälfte des Jahrhunderts gilt als goldenes Zeitalter der Piraterie in der Karibik. Für die europäischen Reiche waren die Inseln deshalb interessant, weil sie mit der Plantagenwirtschaft hohe Gewinne erzielen konnten. Als Arbeitskräfte nutzten sie im großen Maßstab afrikanische Sklaven.

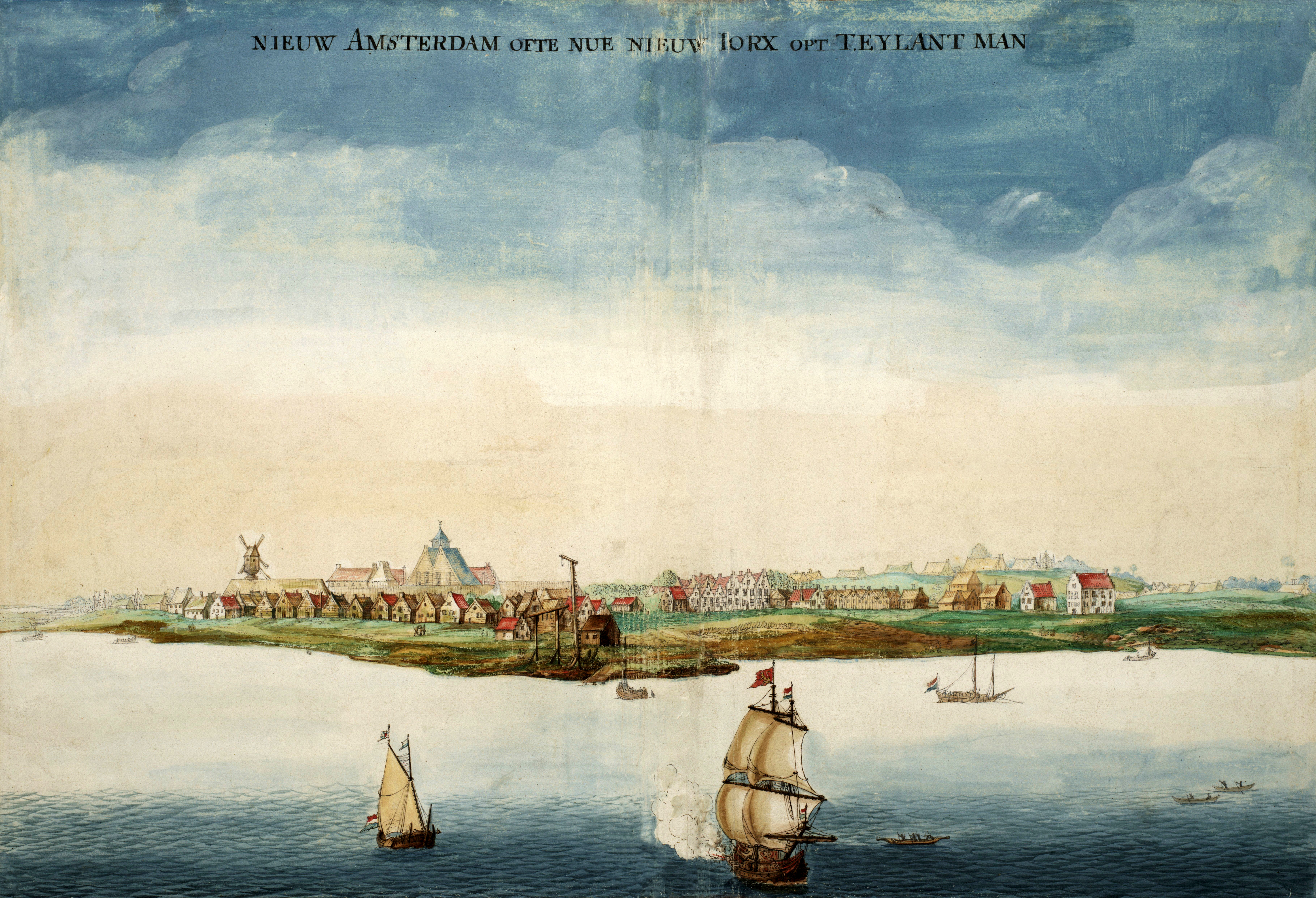
Ansicht des niederländischen Nieuw Amsterdam (heute New York)

Für viele europäische Herrscher und die niederländische WIC war die Karibik wirtschaftlich wesentlich lukrativer als das nördlich davon gelegene Amerika, was sich in ihren Prioritäten niederschlug. Die Engländer verfolgten dort eine effektive Einwanderungsstrategie. So wurde die Anzahl der in kleinen englischen Kolonien angesiedelten Menschen weit größer als die der Franzosen, Niederländer und Schweden. Die europäischen Siedler nahmen den einheimischen indigenen Stämmen Land sowohl durch Waffengewalt als auch durch Tausch gegen Waren. Während die Zahl der Europäer in Nordamerika wuchs, starben viele Einheimische an den von den Immigranten mitgebrachten Krankheiten, gegen die sie kaum Abwehrkräfte besaßen.
Die europäischen Migranten hatten sowohl sehr heterogene religiöse Anschauungen als auch unterschiedliche wirtschaftliche Ressourcen. Zu ihnen zählten auch zahlreiche Menschen aus den deutschen Ländern. Die Engländer konnten die meisten Kolonisten ansiedeln. Von diesen kam ein signifikanter Teil nach Amerika, um nach ihren religiösen Vorstellungen zu leben, die in Europa nicht geduldet wurden. Die englische Krone vergab sehr oft Erlaubnisse, meistens Charters, an Konsortien privater nicht-adeliger Geldgeber. Dadurch konnten diese ihre Territorien im Rahmen der königlichen Privilegien selbst organisieren. Sehr oft entstanden enge Dörfer, um eine Kirche. In den Kolonien südlich des Flusses Delaware herrschten größere Plantagen vor, wo insbesondere Tabak angebaut wurde. Auf ihnen arbeiteten Kontraktarbeiter, die sich als Entgelt für die Überfahrt zu einer mehrjährigen Arbeitsleistung für den Kontraktpartner verpflichteten. Erst als diese am Ende des Jahrhunderts ausblieben, begannen die Plantagenbesitzer afrikanische Sklaven zu kaufen.
In Nordamerika blieb es im Wesentlichen bei einer gesellschaftlichen Trennung von indigenen Völkern und Einwanderern. Im Gegensatz zu Lateinamerika waren die Anstrengungen Indigene zum christlichen Glauben zu missionieren gering und wenig nachhaltig. Insbesondere die französischen und niederländischen Kolonisten trieben jedoch intensiven Handel mit den Indigenen, die auf der Suche nach Pelzen immer weiter in unbewohnte Gebiete vorstießen. Ein kaum von den Mutterländern zu kontrollierender Austausch, Handel und Schmuggel entfaltete sich ferner zwischen den nordamerikanischen Kolonien aller Staaten.
Im Frieden von Westminster des Jahres 1674 erhielten die Engländer alle niederländischen Kolonien an der amerikanischen Ostküste. Nördlich von Florida war England damit die Kolonialmacht mit den weitaus meisten Kolonisten. Einziger europäischer Konkurrent waren die Franzosen, die neben ihren kanadischen Kolonien zahlreiche Handelsstützpunkte und Forts am Sankt-Lorenz-Strom, den großen Seen sowie dem Ohio und Mississippi gründeten.

### Lateinamerika

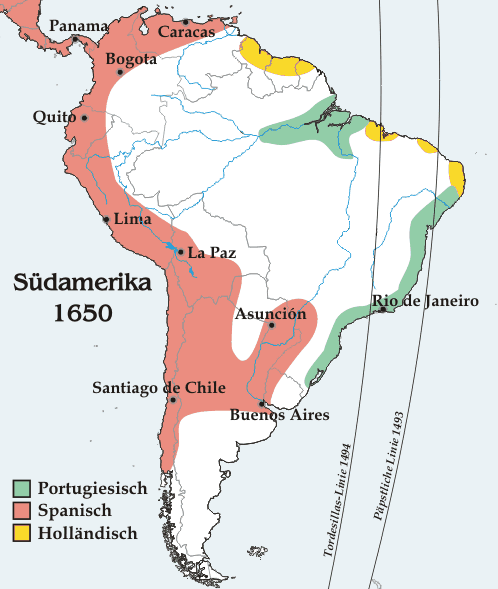
Südamerika im Jahr 1650

Das Festland Mittelamerikas und große Teile des Westens Südamerikas gehörten zu den spanischen Kolonien. Hingegen erstreckten sich die portugiesischen Kolonien einen breiten Küstenstreifen entlang der südamerikanischen Atlantikküste. In großen Gebieten Südamerikas, wie in Patagonien und im Amazonas-Regenwald, hatten die Kolonialmächte und Kolonisten keinen Einfluss. Zum Schutz von indigenen Stämmen erklärten Jesuitenmissionare einige Gebiete zu Schutzzonen für die dort Lebenden indigenen Stämme. Da die nicht-kolonisierten Gebiete nicht einfach zugänglich waren und nicht so ertragreich wie die bisherigen Kolonien, ging die koloniale Expansion nur langsam voran.
Die spanische Krone versuchte eine möglichst große direkte Kontrolle über ihre Kolonie, die sich administrativ in das Vizekönigreich Neuspanien und das südliche Vizekönigreich Peru gliederte, auszuüben. Doch ihre Macht in den Kolonien durchzugreifen nahm in diesem Jahrhundert ab. Die Gründe lagen zum einen in der sich immer weiter differenzierenden Kolonialgesellschaft, die ihre eigenen vom Mutterland abweichenden gesellschaftlichen und wirtschaftlichen Strukturen herausbildete. Zum anderen hinderte die Distanz zum Mutterland und die Unkenntnis der Verhältnisse vor Ort eine stärkere Machtausübung. Die spanische Krone verkaufte Ämter und Straffreiheit gegen Geld. Darüber hinaus ließ sie den Amtsinhabern große Räume für Korruption, was jedoch die Kontrolle über diese erschwerte. In allen Positionen von Staat und Kirche nahm der Anteil der Kreolen, die Nachfahren spanischer Einwanderer, stark zu.
Bis zur Mitte des Jahrhunderts setzte sich die im vorherigen Jahrhundert einsetzende starke Abnahme der Indigenen Bevölkerung durch von Europäern mitgebrachte Krankheiten fort. Dennoch blieben die Indigenas mit 80 % die stärkste Bevölkerungsgruppe. Erst in der zweiten Jahrhunderthälfte wuchs die Bevölkerung wieder. In den Kolonien bildete sich eine hierarchische Schichtung der Gesellschaft heraus, die sich nach der ethnischen Herkunft der Menschen richtete. Die Spanne reichte von der Elite, den direkten Einwanderern aus Spanien, bis zu den (ehemaligen) afrikanischen Sklaven. Durch unfaire Regeln verringerten die Europäer und Kreolen die Bereitschaft der Indigenas, sich an der Wirtschaft im überregionalen Maßstab zu beteiligen. Die indigenen Völker passten sich kulturell den Verhältnissen der Kolonialgesellschaft an. Die Kirche, die eine sehr starke Ordnungsstellung in den iberischen Kolonien besaß, trieb die Missionierung zum christlichen Glauben massiv voran. Viele Indios, die das Christentum annahmen, transformierten es nach ihren eigenen religiösen und kulturellen Vorstellungen.
Die Wirtschaft der spanischen Kolonien war seit dem vorherigen Jahrhundert stark auf den Export von Silber nach Europa ausgerichtet. So nahm der Silberbergbau um die Stadt Potosí auch weiterhin eine starke Rolle ein. Daneben etablierte sich eine koloniale Plantagenwirtschaft. Um diese Wirtschaftszentren herum entwickelte sich eine Zulieferwirtschaft. Einfache Handwerksbetriebe und Manufakturen entstanden. Der inneramerikanische Handel weitete sich aus. Ein bedeutender Teil des Exports durch Amerikaner basierte auf dem ausgedehnten Schmuggel. Der von den Spaniern organisierte Export nach Europa war erheblichen Risiken durch die Piraterie in der Karibik ausgesetzt. Die Importe von der Iberischen Halbinsel litten unter dem Schmuggel anderer europäischer Nationen, die ihre Waren lieber direkt an die Kolonien verkauften, anstatt über iberische Kaufleute.
Zentraler Wirtschaftszweig der portugiesischen Kolonien war der Anbau und Export von Zuckerrohr. Die Plantagen erwirtschaften ihre Gewinne durch den starken Einsatz afrikanischer Sklaven.